# A Led Zeppelin koncertjeinek listája
A Led Zeppelin brit rockzenekar 12 éves fennállása alatt 524 koncertet adott (ebből kilencet New Yardbirds, egyet The Nobs néven). E mennyiség túlnyomó részét 1968-69-ben, illetve az 1970-es évek első felében teljesítette. Ezzel minden idők legjobb és legaktívabb koncertzenekarai között van a helye. Az együttes koncertturnéit a '70-es évek második felében háromszor szakította meg előre nem látható körülmény. 1975. augusztus 4-én Robert Plant eltörte a bokáját, és másfél évig nem koncertezhettek (mivel Plant a Presence felvételei közben másodszor is lábát törte). 1977 nyarán Plant ötéves fiának halála szakította félbe a turnét, majd 1980 őszén John Bonham halála.

## Led Zeppelin-turnék összefoglalóan
| - 1968: szeptember: Skandinávia (New Yardbirds néven) október-december: Egyesült Királyság december-1969. február: Észak-Amerika - 1969: március-április: Egyesült Királyság április-május: Észak-Amerika június: Egyesült Királyság július-augusztus: Észak-Amerika október: Franciaország és Anglia október-december: Észak-Amerika | - 1970: január: Egyesült Királyság február-március: Európa március-április: Észak-Amerika június-július: Izland, Anglia, Németország július-szeptember: Észak-Amerika - 1971: március-április: Egyesült Királyság május-augusztus: Európa augusztus-szeptember: Észak-Amerika szeptember: Japán november-december: Egyesült Királyság | - 1972: február: Ausztrália és Új-Zéland május-június: Észak-Amerika október: Japán október-1973. január: Egyesült Királyság - 1973: március-április: Európa május-július: Észak-Amerika - 1975: január: Belgium január-március: Észak-Amerika május: Anglia (Earls Court) | - 1977: április-július: Észak-Amerika - 1979: július: Dánia augusztus: Anglia (Knebworth) - 1980: július: Európa |

## A koncertek
A listákban * (csillaggal) az egyvelegek betétjeiben elhangzó részletek szerepelnek.

### 1968
|    | Hely                    | Idő (1968)     | Megjegyzés                                                    | Koncertmenü |
| -- | ----------------------- | -------------- | ------------------------------------------------------------- | --- |
| 1  | Gladsexe (Dánia)        | szeptember 7.  | Teen Clubs, New Yardbirds turné                               | Communication Breakdown I Can’t Quit You Baby You Shook Me Babe I’m Gonna Leave You How Many More Times As Long as I Have You            |
| 2  | Brondby (Dánia)         | szeptember 7.  | Brondby Pop-Club                                              | Communication Breakdown I Can’t Quit You Baby You Shook Me Babe I’m Gonna Leave You How Many More Times As Long as I Have You            |
| 3  | Lolland (Dánia)         | szeptember 8.  | Reventlowparken                                               | Communication Breakdown I Can’t Quit You Baby You Shook Me Babe I’m Gonna Leave You How Many More Times As Long as I Have You            |
| 4  | Roskilde (Dánia)        | szeptember 8.  | Fjordvilla Club                                               | Communication Breakdown I Can’t Quit You Baby You Shook Me Babe I’m Gonna Leave You How Many More Times As Long as I Have You            |
| 5  | Stockholm (Svédország)  | szeptember 12. | Stora Scenen                                                  | Communication Breakdown I Can’t Quit You Baby You Shook Me Babe I’m Gonna Leave You How Many More Times As Long as I Have You            |
| 6  | Stockholm (Svédország)  | szeptember 13. | Inside Club                                                   | Communication Breakdown I Can’t Quit You Baby You Shook Me Babe I’m Gonna Leave You How Many More Times As Long as I Have You            |
| 7  | Stockholm (Svédország)  | szeptember 14. | Angby Park                                                    | Communication Breakdown I Can’t Quit You Baby You Shook Me Babe I’m Gonna Leave You How Many More Times As Long as I Have You            |
| 8  | Gothenburg (Svédország) | szeptember 15. | Liseberg Amusement Park                                       | Communication Breakdown I Can’t Quit You Baby You Shook Me Babe I’m Gonna Leave You How Many More Times As Long as I Have You            |
| 9  | Malmö (Svédország)      | szeptember 17. | Klub Bongo                                                    | Communication Breakdown I Can’t Quit You Baby You Shook Me Babe I’m Gonna Leave You How Many More Times As Long as I Have You            |
| 10 | Newcastle (U.K.)        | október 4.     | Mayfair Ballroom, az első Led Zeppelin névvel tartott koncert | Communication Breakdown I Can’t Quit You Baby You Shook Me Babe I’m Gonna Leave You How Many More Times As Long as I Have You            |
| 11 | London (U.K.)           | október 18.    | Marquee                                                       | Communication Breakdown I Can’t Quit You Baby You Shook Me Babe I’m Gonna Leave You How Many More Times As Long as I Have You            |
| 12 | Liverpool (U.K.)        | október 19.    | Liverpool University                                          | Communication Breakdown I Can’t Quit You Baby You Shook Me Babe I’m Gonna Leave You How Many More Times As Long as I Have You            |
| 13 | Battersea (U.K.)        | október 25.    | Surrey University                                             | Communication Breakdown I Can’t Quit You Baby You Shook Me Babe I’m Gonna Leave You How Many More Times As Long as I Have You            |
| 14 | London (U.K.)           | november 9.    | Roundhouse                                                    | Communication Breakdown I Can’t Quit You Baby You Shook Me Babe I’m Gonna Leave You How Many More Times As Long as I Have You            |
| 15 | Manchester (U.K.)       | november 16.   | College of Technology                                         | Communication Breakdown I Can’t Quit You Baby You Shook Me Babe I’m Gonna Leave You How Many More Times As Long as I Have You            |
| 16 | Sheffield (U.K.)        | november 23.   | Sheffield University                                          | Communication Breakdown I Can’t Quit You Baby You Shook Me Babe I’m Gonna Leave You How Many More Times As Long as I Have You            |
| 17 | Richmond (U.K.)         | november 29.   | Crawdaddy Club                                                | Communication Breakdown I Can’t Quit You Baby You Shook Me Babe I’m Gonna Leave You How Many More Times As Long as I Have You            |
| 18 | London (U.K.)           | december 10.   | Marquee                                                       | Communication Breakdown I Can’t Quit You Baby You Shook Me Babe I’m Gonna Leave You How Many More Times As Long as I Have You            |
| 19 | Canterbury (U.K.)       | december 13.   | Bridge Palace Country Club                                    | Communication Breakdown I Can’t Quit You Baby You Shook Me Babe I’m Gonna Leave You How Many More Times As Long as I Have You            |
| 20 | Bath (U.K.)             | december 16.   | Bath Pavillion                                                | Communication Breakdown I Can’t Quit You Baby You Shook Me Babe I’m Gonna Leave You How Many More Times As Long as I Have You            |
| 21 | Exeter (U.K.)           | december 19.   | Civic Hall                                                    | Communication Breakdown I Can’t Quit You Baby You Shook Me Babe I’m Gonna Leave You How Many More Times As Long as I Have You            |
| 22 | London (U.K.)           | december 20.   | Wood Green Fishmongers Hall                                   | Communication Breakdown I Can’t Quit You Baby You Shook Me Babe I’m Gonna Leave You How Many More Times As Long as I Have You            |
| 23 | Denver (USA)            | december 26.   | Auditorium Arena                                              | Train Kept a Rollin’ I Can’t Quit You Baby As Long as I Have You Dazed and Confused White Summer/Black Mountain Side How Many More Times |
| 24 | Seattle (USA)           | december 27.   | Seattle Center Area                                           | Train Kept a Rollin’ I Can’t Quit You Baby As Long as I Have You Dazed and Confused White Summer/Black Mountain Side How Many More Times |
| 25 | Vancouver (Kanada)      | december 28.   | Pacific Coliseum                                              | Train Kept a Rollin’ I Can’t Quit You Baby As Long as I Have You Dazed and Confused White Summer/Black Mountain Side How Many More Times |
| 26 | Portland (USA)          | december 29.   | Civic Auditorium                                              | Train Kept a Rollin’ I Can’t Quit You Baby As Long as I Have You Dazed and Confused White Summer/Black Mountain Side How Many More Times |
| 27 | Spokane (USA)           | december 30.   | Gonzaga Egyetem                                               | mint fenn, plusz Pat’s Delight |

### 1969
|         | Hely                       | Idő (1969)             | Megjegyzés | Koncertmenü (állandó dalok) | Koncertmenü (menüváltozatok) |
| ------- | -------------------------- | ---------------------- | --- | --- | --- |
| 28-30   | West Hollywood (USA)       | január 2-4-5.          | Whisky a Go Go fellépett még Alice Cooper | Train Kept a Rollin’ I Can’t Quit You Baby Dazed and Confused You Shook Me                                                                           | As Long as I Have You Killing Floor White Summer/Black Mountain Side How Many More Times Communication Breakdown |
| 31-34   | San Francisco (USA)        | január 9-10-12.        | Fillmore West január 12: az első album megjelenése | Train Kept a Rollin’ I Can’t Quit You Baby Dazed and Confused You Shook Me                                                                           | As Long as I Have You Killing Floor White Summer/Black Mountain Side How Many More Times Communication Breakdown |
| 35      | Iowa City (USA)            | január 15.             | University of Iowa Memorial Union | Train Kept a Rollin’ I Can’t Quit You Baby Dazed and Confused You Shook Me                                                                           | As Long as I Have You Killing Floor White Summer/Black Mountain Side Babe I’m Gonna Leave You How Many More Times Communication Breakdown Pat's Delight                                                                                      |
| 36-38   | Detroit (USA)              | január 17-18-19.       | The Grande Ballroom | Train Kept a Rollin’ I Can’t Quit You Baby Dazed and Confused You Shook Me                                                                           | As Long as I Have You Killing Floor White Summer/Black Mountain Side Babe I’m Gonna Leave You How Many More Times Communication Breakdown Pat's Delight                                                                                      |
| 39      | Wheaton (USA)              | január 20.             | Wheaton Youth Center | Train Kept a Rollin’ I Can’t Quit You Baby Dazed and Confused You Shook Me                                                                           | As Long as I Have You Killing Floor White Summer/Black Mountain Side Babe I’m Gonna Leave You How Many More Times Communication Breakdown Pat's Delight                                                                                      |
| 40-43   | Boston (USA)               | január 23-24-25-26.    | Boston Tea Party | Train Kept a Rollin’ I Can’t Quit You Baby Dazed and Confused You Shook Me                                                                           | Fresh Garbage (egyveleg) |
| 44-45   | New York (USA)             | január 31 - február 1. | Fillmore East | Train Kept a Rollin’ I Can’t Quit You Baby Dazed and Confused You Shook Me                                                                           | Pat's Delight How Many More Times |
| 46      | Toronto (Kanada)           | február 2.             | The Rock Pile | Train Kept a Rollin’ I Can’t Quit You Baby Dazed and Confused You Shook Me                                                                           | Killing Floor How Many More Times Fresh Garbage (egyveleg) |
| 47-48   | Chicago (USA)              | február 7-8.           | Kinetic Playground | Train Kept a Rollin’ I Can’t Quit You Baby Dazed and Confused You Shook Me                                                                           | rövid program, csak az alábbiak: White Summer/Black Mountain Side Babe I’m Gonna Leave You Fresh Garbage (egyveleg) Dazed and Confused |
| 49      | Memphis (USA)              | február 10.            | State University Field House | Train Kept a Rollin’ I Can’t Quit You Baby Dazed and Confused You Shook Me                                                                           | As Long as I Have You Killing Floor White Summer/Black Mountain Side Babe I’m Gonna Leave You How Many More Times Communication Breakdown Pat’s Delight                                                                                      |
| 50-51   | Miami (USA)                | február 14-15.         | Thee Image Club | Train Kept a Rollin’ I Can’t Quit You Baby Dazed and Confused You Shook Me                                                                           | As Long as I Have You Killing Floor White Summer/Black Mountain Side Babe I’m Gonna Leave You How Many More Times Communication Breakdown Pat’s Delight                                                                                      |
| 52      | Wolverhampton (U.K.)       | február 24.            | Club Lafayette | Train Kept a Rollin’ I Can’t Quit You Baby Dazed and Confused You Shook Me                                                                           | As Long as I Have You Killing Floor White Summer/Black Mountain Side Babe I’m Gonna Leave You How Many More Times Communication Breakdown Pat’s Delight                                                                                      |
| 53      | Plymouth (U.K.)            | március 1.             | Van Dike Club | Train Kept a Rollin’ I Can’t Quit You Baby Dazed and Confused You Shook Me                                                                           | As Long as I Have You Killing Floor White Summer/Black Mountain Side Babe I’m Gonna Leave You How Many More Times Communication Breakdown Pat’s Delight                                                                                      |
| 54      | London (U.K.)              | március 3.             | Playhouse Theatre a felvétele részben 1997-ben, a BBC-Sessions című CD-n jelent meg: You Shook Me, I Can’t Quit You Baby Dazed and Confused                                    | Train Kept a Rollin’ I Can’t Quit You Baby Dazed and Confused You Shook Me                                                                           | As Long as I Have You Killing Floor White Summer/Black Mountain Side Babe I’m Gonna Leave You How Many More Times Communication Breakdown Pat’s Delight                                                                                      |
| 55      | Cardiff (U.K.)             | március 5.             | Top Rank Suite Club | Train Kept a Rollin’ I Can’t Quit You Baby Dazed and Confused You Shook Me                                                                           | As Long as I Have You Killing Floor White Summer/Black Mountain Side Babe I’m Gonna Leave You How Many More Times Communication Breakdown Pat’s Delight                                                                                      |
| 56      | London (U.K.)              | március 7.             | Bluesville 69 Club | Train Kept a Rollin’ I Can’t Quit You Baby Dazed and Confused You Shook Me                                                                           | As Long as I Have You Killing Floor White Summer/Black Mountain Side Babe I’m Gonna Leave You How Many More Times Communication Breakdown Pat’s Delight                                                                                      |
| 57      | London (U.K.)              | március 7.             | Hornsey Wood | Train Kept a Rollin’ I Can’t Quit You Baby Dazed and Confused You Shook Me                                                                           | As Long as I Have You Killing Floor White Summer/Black Mountain Side Babe I’m Gonna Leave You How Many More Times Communication Breakdown Pat’s Delight                                                                                      |
| 58      | London (U.K.)              | március 10.            | Cooks Ferry Inn | Train Kept a Rollin’ I Can’t Quit You Baby Dazed and Confused You Shook Me                                                                           | As Long as I Have You Killing Floor White Summer/Black Mountain Side Babe I’m Gonna Leave You How Many More Times Communication Breakdown Pat’s Delight                                                                                      |
| 59      | Leicester (U.K.)           | március 13.            | De Montfort Hall | Train Kept a Rollin’ I Can’t Quit You Baby Dazed and Confused You Shook Me                                                                           | As Long as I Have You Killing Floor White Summer/Black Mountain Side Babe I’m Gonna Leave You How Many More Times Communication Breakdown Pat’s Delight                                                                                      |
| 60      | Stockholm (Svédország)     | március 14.            | Sweden TV és Danmarks Radio a Led Zeppelin DVD-n kiadásra került 2003-ban | Train Kept a Rollin’ I Can’t Quit You Baby Dazed and Confused You Shook Me                                                                           | négy dal felvétele: Communication Breakdown Dazed and Confused Babe I’m Gonna Leave You How Many More Times *Oh Rosie |
| 61      | Stockholm (Svédország)     | március 14.            | Konserthuset előzenekar Country Joe & the Fish | Train Kept a Rollin’ I Can’t Quit You Baby Dazed and Confused You Shook Me                                                                           | I Gotta Move White Summer/Black Mountain Side How Many More Times |
| 62      | Uppsala (Svédország)       | március 14.            | Uppsala University Hall | Train Kept a Rollin’ I Can’t Quit You Baby Dazed and Confused You Shook Me                                                                           | I Gotta Move White Summer/Black Mountain Side How Many More Times |
| 63      | Brondby (Dánia)            | március 15.            | Brondby Pop-Club, Norregardsskolen felléptek még Keef Hartley Blues Band, Den Gamle Mand & Havet, Ham                                                                          | Train Kept a Rollin’ I Can’t Quit You Baby Dazed and Confused You Shook Me                                                                           | rövid program, csak az alábbiak: Train Kept a Rollin’ I Can’t Quit You Baby Dazed and Confused You Shook Me |
| 64      | Gladsaxe (Dánia)           | március 15.            | Teen-Clubs felléptek még: The Ox, Uffe Sylvesters Badekar | Train Kept a Rollin’ I Can’t Quit You Baby Dazed and Confused You Shook Me                                                                           | As Long as I Have You *Fresh Garbage *Shake *I Just Wanna Make Love to You Communication Breakdown |
| 65      | Koppenhága (Dánia)         | március 16.            | Tivolis Koncertsal | Train Kept a Rollin’ I Can’t Quit You Baby Dazed and Confused You Shook Me                                                                           | As Long as I Have You *Fresh Garbage *Shake *I Just Wanna Make Love to You Communication Breakdown |
| 66      | Koppenhága (Dánia)         | március 17.            | Danmarks Radio, részben a Led Zeppelin DVD-n 2003-ban kiadásra került | Train Kept a Rollin’ I Can’t Quit You Baby Dazed and Confused You Shook Me                                                                           | rövid program, csak az alábbiak: Communication Breakdown Dazed and Confused Babe I’m Gonna Leave You How Many More Times |
| 67      | London (U.K.)              | március 19.            | Maida Vale BBC Studios a Led Zeppelin DVD-n 2003-ban kiadták, fellépett még: Alexis Korner’s Rhythm and Blues World Service                                                    | Train Kept a Rollin’ I Can’t Quit You Baby Dazed and Confused You Shook Me                                                                           | rövid program, csak az alábbiak: I Can’t Quit You Baby You Shook Me Sunshine Woman |
| 68      | London (U.K.)              | március 21.            | BBC TV Lime Grove Studios a Led Zeppelin DVD-n 2003-ban kiadták | Train Kept a Rollin’ I Can’t Quit You Baby Dazed and Confused You Shook Me                                                                           | egy dal felvétele: Communication Breakdown |
| 69      | Birmingham (U.K.)          | március 22.            | Mothers Club | Train Kept a Rollin’ I Can’t Quit You Baby Dazed and Confused You Shook Me                                                                           | How Many More Times Communication Breakdown |
| 70      | Peterlee (U.K.)            | március 23.            | The Argus Butterfly | Train Kept a Rollin’ I Can’t Quit You Baby Dazed and Confused You Shook Me                                                                           | How Many More Times Communication Breakdown |
| 71      | London (U.K.)              | március 24.            | Cooks Ferry Inn | Train Kept a Rollin’ I Can’t Quit You Baby Dazed and Confused You Shook Me                                                                           | How Many More Times Communication Breakdown |
| 72      | Staines (U.K.)             | március 25.            | Supershow Eric Clapton, Jack Bruce, Buddy Miles Stephen Stills, Buddy Guy, Colosseum Roland Kirk, MJQ                                                                          | Train Kept a Rollin’ I Can’t Quit You Baby Dazed and Confused You Shook Me                                                                           | fesztivál-előadás, egy dal: Dazed and Confused |
| 73      | Bréma (Nyugat-Németország) | március 27.            | Beat Club (TV) | Train Kept a Rollin’ I Can’t Quit You Baby Dazed and Confused You Shook Me                                                                           | két dal felvétele: Babe I’m Gonna Leave You You Shook Me |
| 74      | London (U.K.)              | március 28.            | Marquee | Train Kept a Rollin’ I Can’t Quit You Baby Dazed and Confused You Shook Me                                                                           | As Long as Have You Killing Floor White Summer/Black Mountain Side Babe I’m Gonna Leave You How Many More Times Communication Breakdown Pat’s Delight                                                                                        |
| 75      | Bromley (U.K.)             | március 29.            | Bromley College of Technology | Train Kept a Rollin’ I Can’t Quit You Baby Dazed and Confused You Shook Me                                                                           | As Long as Have You Killing Floor White Summer/Black Mountain Side Babe I’m Gonna Leave You How Many More Times Communication Breakdown Pat’s Delight                                                                                        |
| 76      | Southall (U.K.)            | március 30.            | Farx Club | Train Kept a Rollin’ I Can’t Quit You Baby Dazed and Confused You Shook Me                                                                           | As Long as Have You Killing Floor White Summer/Black Mountain Side Babe I’m Gonna Leave You How Many More Times Communication Breakdown Pat’s Delight                                                                                        |
| 77      | Hampstead (U.K.)           | április 1.             | Klooks Kleek | Train Kept a Rollin’ I Can’t Quit You Baby Dazed and Confused You Shook Me                                                                           | As Long as Have You Killing Floor White Summer/Black Mountain Side Babe I’m Gonna Leave You How Many More Times Communication Breakdown Pat’s Delight                                                                                        |
| 78      | Cardiff (U.K.)             | április 2.             | Top Rank Suite Club | Train Kept a Rollin’ I Can’t Quit You Baby Dazed and Confused You Shook Me                                                                           | As Long as Have You Killing Floor White Summer/Black Mountain Side Babe I’m Gonna Leave You How Many More Times Communication Breakdown Pat’s Delight                                                                                        |
| 79      | London (U.K.)              | április 5.             | Dagenham Roundhouse | Train Kept a Rollin’ I Can’t Quit You Baby Dazed and Confused You Shook Me                                                                           | As Long as Have You Killing Floor White Summer/Black Mountain Side Babe I’m Gonna Leave You How Many More Times Communication Breakdown Pat’s Delight                                                                                        |
| 80      | Nottingham (U.K.)          | április 6.             | Boat Club | Train Kept a Rollin’ I Can’t Quit You Baby Dazed and Confused You Shook Me                                                                           | As Long as Have You Killing Floor White Summer/Black Mountain Side Babe I’m Gonna Leave You How Many More Times Communication Breakdown Pat’s Delight                                                                                        |
| 81      | Welwyn Garden City (U.K.)  | április 8.             | Bluesville 69 Club / The Cherry Tree | Train Kept a Rollin’ I Can’t Quit You Baby Dazed and Confused You Shook Me                                                                           | As Long as Have You Killing Floor White Summer/Black Mountain Side Babe I’m Gonna Leave You How Many More Times Communication Breakdown Pat’s Delight                                                                                        |
| 82      | Tolworth (U.K.)            | április 9.             | Toby Jug | Train Kept a Rollin’ I Can’t Quit You Baby Dazed and Confused You Shook Me                                                                           | As Long as Have You Killing Floor White Summer/Black Mountain Side Babe I’m Gonna Leave You How Many More Times Communication Breakdown Pat’s Delight                                                                                        |
| 83      | Southsea (U.K.)            | április 13.            | Kimbells | Train Kept a Rollin’ I Can’t Quit You Baby Dazed and Confused You Shook Me                                                                           | As Long as Have You Killing Floor White Summer/Black Mountain Side Babe I’m Gonna Leave You How Many More Times Communication Breakdown Pat’s Delight                                                                                        |
| 84      | Stoke-on-Trent (U.K.)      | április 14.            | The Place | Train Kept a Rollin’ I Can’t Quit You Baby Dazed and Confused You Shook Me                                                                           | As Long as Have You Killing Floor White Summer/Black Mountain Side Babe I’m Gonna Leave You How Many More Times Communication Breakdown Pat’s Delight                                                                                        |
| 85      | Wolverhampton (U.K.)       | április 17.            | Club Lafayette | Train Kept a Rollin’ I Can’t Quit You Baby Dazed and Confused You Shook Me                                                                           | As Long as Have You Killing Floor White Summer/Black Mountain Side Babe I’m Gonna Leave You How Many More Times Communication Breakdown Pat’s Delight                                                                                        |
| 86      | San Francisco (USA)        | április 24.            | Fillmore West | Train Kept a Rollin’ I Can’t Quit You Baby Dazed and Confused You Shook Me                                                                           | rövid program, csak az alábbiak: As Long as Have You *Fresh Garbage *Shake *Mockingbird *You Can’t Judge a Book by the Cover *Suzie Q Killing Floor White Summer/Black Mountain Side Babe I’m Gonna Leave You Pat’s Delight                  |
| 87-88   | San Francisco (USA)        | április 25-26.         | Winterland | Train Kept a Rollin’ I Can’t Quit You Baby Dazed and Confused You Shook Me                                                                           | rövid program, csak az alábbiak: Train Kept a Rollin’ You Shook Me Communication Breakdown As Long as Have You *Fresh Garbage |
| 89      | San Francisco (USA)        | április 27.            | Fillmore West | Train Kept a Rollin’ I Can’t Quit You Baby Dazed and Confused You Shook Me                                                                           | As Long as I Have You *Fresh Garbage *Shake *Cat’s Squirrel *No Money Down *I’m a Man How Many More Times Communication Breakdown Killing Floor Babe I’m Gonna Leave You White Summer/Black Mountain Side Sitting and Thinking Pat’s Delight |
| 90      | Irvine (USA)               | május 1.               | Crawford Hall | Train Kept a Rollin’ I Can’t Quit You Baby Dazed and Confused You Shook Me How Many More Times Communication Breakdown Pat’s Delight                 | As Long as I Have You Killing Floor White Summer/Black Mountain Side Babe I’m Gonna Leave You |
| 91-92   | Pasadena (USA)             | május 2-3.             | Rose Palace | Train Kept a Rollin’ I Can’t Quit You Baby Dazed and Confused You Shook Me How Many More Times Communication Breakdown Pat’s Delight                 | As Long as I Have You Killing Floor White Summer/Black Mountain Side Babe I’m Gonna Leave You |
| 94-95   | Santa Monica (USA)         | május 4-5.             | Civic Center | Train Kept a Rollin’ I Can’t Quit You Baby Dazed and Confused You Shook Me How Many More Times Communication Breakdown Pat’s Delight                 | As Long as I Have You Killing Floor White Summer/Black Mountain Side Babe I’m Gonna Leave You |
| 96      | Edmonton (Kanada)          | május 9.               | Edmondon Garden | Train Kept a Rollin’ I Can’t Quit You Baby Dazed and Confused You Shook Me How Many More Times Communication Breakdown Pat’s Delight                 | As Long as I Have You Killing Floor White Summer/Black Mountain Side Babe I’m Gonna Leave You |
| 97      | Vancouver (Kanada)         | május 10.              | PNE Agrodome | Train Kept a Rollin’ I Can’t Quit You Baby Dazed and Confused You Shook Me How Many More Times Communication Breakdown Pat’s Delight                 | As Long as I Have You Killing Floor White Summer/Black Mountain Side Babe I’m Gonna Leave You |
| 98      | Seattle (USA)              | május 11.              | Greenlake Aquatheater | Train Kept a Rollin’ I Can’t Quit You Baby Dazed and Confused You Shook Me How Many More Times Communication Breakdown Pat’s Delight                 | As Long as I Have You Killing Floor White Summer/Black Mountain Side Babe I’m Gonna Leave You |
| 99      | Honolulu (USA)             | május 13.              | Civic Auditorium | Train Kept a Rollin’ I Can’t Quit You Baby Dazed and Confused You Shook Me How Many More Times Communication Breakdown Pat’s Delight                 | As Long as I Have You Killing Floor White Summer/Black Mountain Side Babe I’m Gonna Leave You |
| 100     | Detroit                    | május 16.              | The Grande Ballroom | Train Kept a Rollin’ I Can’t Quit You Baby Dazed and Confused You Shook Me How Many More Times Communication Breakdown Pat’s Delight                 | As Long as I Have You Killing Floor White Summer/Black Mountain Side Babe I’m Gonna Leave You |
| 101     | Athens (USA)               | május 17.              | O.U. Convocation Center | Train Kept a Rollin’ I Can’t Quit You Baby Dazed and Confused You Shook Me How Many More Times Communication Breakdown Pat’s Delight                 | As Long as I Have You Killing Floor White Summer/Black Mountain Side Babe I’m Gonna Leave You |
| 102     | Minneapolis (USA)          | május 18.              | Tyrone Guthrie Theater | Train Kept a Rollin’ I Can’t Quit You Baby Dazed and Confused You Shook Me How Many More Times Communication Breakdown Pat’s Delight                 | As Long as I Have You Killing Floor White Summer/Black Mountain Side Babe I’m Gonna Leave You |
| 103-104 | Chicago (USA)              | május 23-24.           | Kinetic Playground | Train Kept a Rollin’ I Can’t Quit You Baby Dazed and Confused You Shook Me How Many More Times Communication Breakdown Pat’s Delight                 | As Long as I Have You Killing Floor White Summer/Black Mountain Side Babe I’m Gonna Leave You |
| 105     | Columbia (USA)             | május 25.              | Merriweather Post Pavillion | Train Kept a Rollin’ I Can’t Quit You Baby Dazed and Confused You Shook Me How Many More Times Communication Breakdown Pat’s Delight                 | As Long as I Have You Killing Floor White Summer/Black Mountain Side Babe I’m Gonna Leave You |
| 106-108 | Boston (USA)               | május 27-28-29.        | Boston Tea Party | Train Kept a Rollin’ I Can’t Quit You Baby Dazed and Confused You Shook Me How Many More Times Communication Breakdown Pat’s Delight                 | As Long as I Have You Killing Floor White Summer/Black Mountain Side Babe I’m Gonna Leave You |
| 109     | New York (USA)             | május 30.              | Fillmore East, előzenekarok Delaney & Bonnie Woody Hermann’s Big Band | Train Kept a Rollin’ I Can’t Quit You Baby Dazed and Confused You Shook Me How Many More Times Communication Breakdown Pat’s Delight                 | How Many More Times *Roll Over Beethowen *Move on Down the Line |
| 110     | New York (USA)             | május 31.              | Fillmore East, előzenekarok Delaney & Bonnie Woody Hermann’s Big Band | Train Kept a Rollin’ I Can’t Quit You Baby Dazed and Confused You Shook Me How Many More Times Communication Breakdown Pat’s Delight                 | White Summer/Black Mountain Side Babe I’m Gonna Leave You |
| 111     | Birmingham (U.K.)          | június 13.             | Town Hall | Train Kept a Rollin’ I Can’t Quit You Baby Dazed and Confused You Shook Me How Many More Times Communication Breakdown Pat’s Delight                 | White Summer/Black Mountain Side Babe I’m Gonna Leave You |
| 112     | Manchester (U.K.)          | június 15.             | Free Trade Hall | Train Kept a Rollin’ I Can’t Quit You Baby Dazed and Confused You Shook Me How Many More Times Communication Breakdown Pat’s Delight                 | As Long as I Have You Killing Floor White Summer/Black Mountain Side Babe I’m Gonna Leave You |
| 113     | London (U.K.)              | június 16.             | Aeolian Hall (BBC), három szám a BBC Sessions albumon 1997-ben megjelent | rövid program | The Girl I Love Communication Breakdown *Squeeze My Lemon Somethin’ Else What is and What Should Never Be |
| 114     | Párizs (Franciaország)     | június 19.             | Antenne Culturelle du Kremlin-Bicêtre Tous en Scene TV-Show felvétele a DVD-n 2003-ban jelent meg                                                                              | két dal felvétele | Communication Breakdown Dazed and Confused |
| 115     | Newcastle (U.K.)           | június 20.             | City Hall | Train Kept a Rollin’ I Can’t Quit You Baby Dazed and Confused You Shook Me How Many More Times Communication Breakdown                               | White Summer/Black Mountain Side Pat’s Delight How Many More Times *There’s a Mountain |
| 116     | Bristol (U.K.)             | június 21.             | Colston Hall | Train Kept a Rollin’ I Can’t Quit You Baby Dazed and Confused You Shook Me How Many More Times Communication Breakdown                               | White Summer/Black Mountain Side Pat’s Delight How Many More Times *There’s a Mountain |
| 117     | London (U.K.)              | június 24.             | Maida Vale BBC Studios, felvétele a BBC Sessions albumon 1997-ben megjelent | Train Kept a Rollin’ I Can’t Quit You Baby Dazed and Confused You Shook Me How Many More Times Communication Breakdown                               | négy dal felvétele: What is and What Should Never Be Whole Lotta Love Communication Breakdown Travelling Riverside Blues |
| 118     | Portsmouth (U.K.)          | június 26.             | The Guildhall | Train Kept a Rollin’ I Can’t Quit You Baby Dazed and Confused You Shook Me How Many More Times Communication Breakdown                               | (nincs adat) |
| 119     | London (U.K.)              | június 27.             | Playhouse Theatre megjelent a BBC Sessions albumon | Train Kept a Rollin’ I Can’t Quit You Baby Dazed and Confused You Shook Me How Many More Times Communication Breakdown                               | négy dal felvétele: Communication Breakdown *It’s Your Thing I Can’t Quit You Baby Dazed and Confused White Summer/Black Mountain Side You Shook Me How Many More Times *The Lemon Song                                                      |
| 120     | Bath (U.K.)                | június 28.             | Recreation Ground, fellépett még Fairport Convention, Colosseum, Johnny Winter, Pink Floyd, Carlos Santana, Dr John, Steppenwolf, Mothers Invention, Jefferson Airplane        | Train Kept a Rollin’ I Can’t Quit You Baby Dazed and Confused You Shook Me How Many More Times Communication Breakdown                               | White Summer/Black Mountain Side |
| 121     | London (U.K.)              | június 29.             | Royal Albert Hall | Train Kept a Rollin’ I Can’t Quit You Baby Dazed and Confused You Shook Me How Many More Times Communication Breakdown                               | rövid program, csak az alábbiak: Communication Breakdown I Can’t Quit You Baby Dazed and Confused White Summer/Black Mountain Side You Shook Me How Many More Times Long Tall Sally                                                          |
| 122     | Hampton (USA)              | július 5.              | Atlanta International Raceway (Atlanta Pop Festival) | Train Kept a Rollin’ I Can’t Quit You Baby Dazed and Confused You Shook Me How Many More Times Communication Breakdown                               | rövid program, csak az alábbiak: Train Kept a Rollin’ I Can’t Quit You Baby Dazed and Confused You Shook Me How Many More Times Communication Breakdown                                                                                      |
| 123     | Newport (USA)              | július 6.              | Newport Jazz Festival | Train Kept a Rollin’ I Can’t Quit You Baby Dazed and Confused You Shook Me How Many More Times Communication Breakdown                               | How Many More Times *The Lemon Song Long Tall Sally |
| 124     | Laurel (USA)               | július 11.             | Laurel Pop Festival fellépett még: Johnny Winter Jethro Tull, Buddy Guy Edwin Hawkins Singers Al Cooper Mothers of Invention Ten Years After Sly & the Familiy Stone Jeff Beck | Train Kept a Rollin’ I Can’t Quit You Baby Dazed and Confused You Shook Me How Many More Times Communication Breakdown                               | rövid program az állandó műsorral |
| 125     | Philadelphia (USA)         | július 12.             | Spectrum | Train Kept a Rollin’ I Can’t Quit You Baby Dazed and Confused You Shook Me How Many More Times Communication Breakdown                               | rövid program az állandó műsorral |
| 126-127 | Chicago (USA)              | július 18-19.          | Kinetic Playground, fellépett még a Jethro Tull | Train Kept a Rollin’ I Can’t Quit You Baby Dazed and Confused You Shook Me How Many More Times Communication Breakdown                               | rövid program az állandó műsorral |
| 128     | Cleveland (USA)            | július 20.             | Musicarnival | Train Kept a Rollin’ I Can’t Quit You Baby Dazed and Confused You Shook Me How Many More Times Communication Breakdown                               | How Many More Times *The Lemon Song |
| 129     | New York (USA)             | július 21.             | Central Park, Schaefer Music Festival fellépett még B. B. King | Train Kept a Rollin’ I Can’t Quit You Baby Dazed and Confused You Shook Me How Many More Times Communication Breakdown                               | White Summer/Black Mountain Side How Many More Times *For What It’s *The Lemon Song |
| 130     | West Allis (USA)           | július 25.             | Mid-West Rock Festival | Train Kept a Rollin’ I Can’t Quit You Baby Dazed and Confused You Shook Me How Many More Times Communication Breakdown                               | White Summer/Black Mountain Side How Many More Times *The Lemon Song |
| 131     | Vancouver (Kanada)         | július 26.             | PNE Agrodrome | Train Kept a Rollin’ I Can’t Quit You Baby Dazed and Confused You Shook Me How Many More Times Communication Breakdown                               | rövid program, csak az állandó műsor |
| 132     | Woodinville (USA)          | július 27.             | Gold Creek Park, több mint 50 000 néző | Train Kept a Rollin’ I Can’t Quit You Baby Dazed and Confused You Shook Me How Many More Times Communication Breakdown                               | White Summer/Black Mountain Side |
| 133     | Edmonton (Kanada)          | július 29.             | Kinsmen Field House fellépett még: Vanilla Fudge | Train Kept a Rollin’ I Can’t Quit You Baby Dazed and Confused You Shook Me How Many More Times Communication Breakdown                               | White Summer/Black Mountain Side |
| 134     | Salt Lake City (USA)       | július 30.             | Terrace Ballroom | Train Kept a Rollin’ I Can’t Quit You Baby Dazed and Confused You Shook Me How Many More Times Communication Breakdown                               | White Summer/Black Mountain Side |
| 135     | Santa Barbara (USA)        | augusztus 1.           | Earl Warren Showgrounds | Train Kept a Rollin’ I Can’t Quit You Baby Dazed and Confused You Shook Me How Many More Times Communication Breakdown                               | White Summer/Black Mountain Side |
| 136     | Albuquerque (USA)          | augusztus 2.           | Civic Auditorium | Train Kept a Rollin’ I Can’t Quit You Baby Dazed and Confused You Shook Me How Many More Times Communication Breakdown                               | White Summer/Black Mountain Side |
| 137     | Houston (USA)              | augusztus 3.           | Houston Music Hall | Train Kept a Rollin’ I Can’t Quit You Baby Dazed and Confused You Shook Me How Many More Times Communication Breakdown                               | White Summer/Black Mountain Side |
| 138     | Dallas (USA)               | augusztus 4.           | State Fair Coliseum | Train Kept a Rollin’ I Can’t Quit You Baby Dazed and Confused You Shook Me How Many More Times Communication Breakdown                               | White Summer/Black Mountain Side |
| 139     | Sacramento (USA)           | augusztus 6.           | Memorial Auditorium | Train Kept a Rollin’ I Can’t Quit You Baby Dazed and Confused You Shook Me How Many More Times Communication Breakdown                               | White Summer/Black Mountain Side |
| 140     | Berkeley (USA)             | augusztus 7.           | Community Theatre | Train Kept a Rollin’ I Can’t Quit You Baby Dazed and Confused You Shook Me How Many More Times Communication Breakdown                               | (nincs adat) |
| 141     | San Bernardino (USA)       | augusztus 8.           | Swing Auditorium, fellépett még Jethro Tull, The Caretakers | Train Kept a Rollin’ I Can’t Quit You Baby Dazed and Confused You Shook Me How Many More Times Communication Breakdown                               | Gotta Keep Moving White Summer/Black Mountain Side How Many More Times *The Lemon Song *Schooldays *Hideaway Hail Hail Rock ’n’ Roll |
| 142     | Anaheim (USA)              | augusztus 9.           | Anaheim Convention Center | Train Kept a Rollin’ I Can’t Quit You Baby Dazed and Confused You Shook Me How Many More Times Communication Breakdown                               | rövid program, csak az állandó műsor |
| 143     | San Diego (USA)            | augusztus 10.          | Sports Arena | Train Kept a Rollin’ I Can’t Quit You Baby Dazed and Confused You Shook Me How Many More Times Communication Breakdown                               | rövid program, csak az állandó műsor |
| 144     | Las Vegas (USA)            | augusztus 11.          | Ice Palace | Train Kept a Rollin’ I Can’t Quit You Baby Dazed and Confused You Shook Me How Many More Times Communication Breakdown                               | rövid program, csak az állandó műsor |
| 145     | Austin (USA)               | augusztus 14.          | Austin Municipial Auditorium | Train Kept a Rollin’ I Can’t Quit You Baby Dazed and Confused You Shook Me How Many More Times Communication Breakdown                               | rövid program, csak az állandó műsor |
| 146     | San Antonio (USA)          | augusztus 15.          | HemisFair Arena | Train Kept a Rollin’ I Can’t Quit You Baby Dazed and Confused You Shook Me How Many More Times Communication Breakdown                               | rövid program, csak az állandó műsor |
| 147     | Asbury Park (USA)          | augusztus 16.          | Convention Hall, fellépett még Joe Cocker | Train Kept a Rollin’ I Can’t Quit You Baby Dazed and Confused You Shook Me How Many More Times Communication Breakdown                               | rövid program, csak az állandó műsor |
| 148     | Wallingford (USA)          | augusztus 17.          | Oakdale Musical Theatre | Train Kept a Rollin’ I Can’t Quit You Baby Dazed and Confused You Shook Me How Many More Times Communication Breakdown                               | rövid program, csak az állandó műsor |
| 149     | Toronto (Kanada)           | augusztus 18.          | The Rock Pile, Toronto Pop Festival két egymást követő fellépés fellépett még: Cream                                                                                           | Train Kept a Rollin’ I Can’t Quit You Baby Dazed and Confused You Shook Me How Many More Times Communication Breakdown                               | White Summer/Black Mountain Side How Many More Times *Bottle Up ’n Go *Lemon Song *Pat’s Delight |
| 150     | Schenectady (USA)          | augusztus 20.          | Aerodrome | Train Kept a Rollin’ I Can’t Quit You Baby Dazed and Confused You Shook Me How Many More Times Communication Breakdown                               | rövid program, csak az állandó műsor |
| 151     | Framingham (USA)           | augusztus 21.          | Carousel Theatre | Train Kept a Rollin’ I Can’t Quit You Baby Dazed and Confused You Shook Me How Many More Times Communication Breakdown                               | White Summer/Black Mountain Side What is and What Should Never Be |
| 152-153 | Dania (USA)                | augusztus 22-23.       | Pirates World | Train Kept a Rollin’ I Can’t Quit You Baby Dazed and Confused You Shook Me How Many More Times Communication Breakdown                               | rövid program, csak az állandó műsor |
| 154     | Jacksonville (USA)         | augusztus 24.          | Jacksonville Coliseum | Train Kept a Rollin’ I Can’t Quit You Baby Dazed and Confused You Shook Me How Many More Times Communication Breakdown                               | rövid program, csak az állandó műsor |
| 155     | Hampton Beach (USA)        | augusztus 27.          | Casino Ballroom | Train Kept a Rollin’ I Can’t Quit You Baby Dazed and Confused You Shook Me How Many More Times Communication Breakdown                               | rövid program, csak az állandó műsor |
| 156-157 | Flushing Meadow Park (USA) | augusztus 29-30.       | Singer Bowl Music Festival | Train Kept a Rollin’ I Can’t Quit You Baby Dazed and Confused You Shook Me How Many More Times Communication Breakdown                               | rövid program, csak az állandó műsor |
| 158     | Lewisville (USA)           | augusztus 31.          | Texas International Pop Festival, 100 000 néző fellépett még: Janis Joplin, Herbi Mann Johnny Winter, Tony Joe White                                                           | Train Kept a Rollin’ I Can’t Quit You Baby Dazed and Confused You Shook Me How Many More Times Communication Breakdown                               | How Many More Times *Suzie Q *Eyesight to the Blind *The Lemon Song *Bye Bye Baby |
| 159     | Scheveningen (Hollandia)   | október 3.             | Circus Theatre | Train Kept a Rollin’ I Can’t Quit You Baby Dazed and Confused You Shook Me How Many More Times Communication Breakdown                               | rövid program, csak az állandó műsor |
| 160     | Rotterdam (Hollandia)      | október 4.             | De Doelen | Train Kept a Rollin’ I Can’t Quit You Baby Dazed and Confused You Shook Me How Many More Times Communication Breakdown                               | rövid program, csak az állandó műsor |
| 161     | Amszterdam (Hollandia)     | október 5.             | Concertgebouw | Train Kept a Rollin’ I Can’t Quit You Baby Dazed and Confused You Shook Me How Many More Times Communication Breakdown                               | rövid program, csak az állandó műsor |
| 162     | Párizs (Franciaország)     | október 10.            | Olympia | Good Times Bad Times(intro) Communication Breakdown I Can’t Quit You Baby Heartbreaker Dazed and Confused You Shook Me Moby Dick How Many More Times | White Summer/Black Mountain Side How Many More Times *The Lemon Song *Boogie Chillen’ |
| 164     | London (U.K.)              | október 12.            | The Lyceum Theatre | Good Times Bad Times(intro) Communication Breakdown I Can’t Quit You Baby Heartbreaker Dazed and Confused You Shook Me Moby Dick How Many More Times | White Summer/Black Mountain Side How Many More Times *The Lemon Song *Boogie Chillen’ |
| 165     | New York (USA)             | október 17.            | Carnegie Hall | Good Times Bad Times(intro) Communication Breakdown I Can’t Quit You Baby Heartbreaker Dazed and Confused You Shook Me Moby Dick How Many More Times | White Summer/Black Mountain Side How Many More Times *The Lemon Song *Boogie Chillen’ |
| 166     | Detroit (USA)              | október 18.            | Olympia Stadium | Good Times Bad Times(intro) Communication Breakdown I Can’t Quit You Baby Heartbreaker Dazed and Confused You Shook Me Moby Dick How Many More Times | White Summer/Black Mountain Side What is and What Should Never Be |
| 167     | Chicago (USA)              | október 19.            | Kinetic Playground | Good Times Bad Times(intro) Communication Breakdown I Can’t Quit You Baby Heartbreaker Dazed and Confused You Shook Me Moby Dick How Many More Times | White Summer/Black Mountain Side What is and What Should Never Be |
| 168     | Seattle (USA)              | október 20.            | Paramount Theatre | Good Times Bad Times(intro) Communication Breakdown I Can’t Quit You Baby Heartbreaker Dazed and Confused You Shook Me Moby Dick How Many More Times | White Summer/Black Mountain Side What is and What Should Never Be |
| 169     | Cleveland (USA)            | október 24.            | Public Hall, október 22-én megjelent a Led Zeppelin II | Good Times Bad Times(intro) Communication Breakdown I Can’t Quit You Baby Heartbreaker Dazed and Confused You Shook Me Moby Dick How Many More Times | White Summer/Black Mountain Side What is and What Should Never Be |
| 170     | Boston (USA)               | október 25.            | Boston Garden | Good Times Bad Times(intro) Communication Breakdown I Can’t Quit You Baby Heartbreaker Dazed and Confused You Shook Me Moby Dick How Many More Times | White Summer/Black Mountain Side What is and What Should Never Be |
| 171     | Buffalo (USA)              | október 30.            | Kleinhans Music Hall | Good Times Bad Times(intro) Communication Breakdown I Can’t Quit You Baby Heartbreaker Dazed and Confused You Shook Me Moby Dick How Many More Times | White Summer/Black Mountain Side What is and What Should Never Be |
| 172     | Springfield (USA)          | október 31.            | Springfield Municipal Auditorium Gansett Tribal Rock Festival | Good Times Bad Times(intro) Communication Breakdown I Can’t Quit You Baby Heartbreaker Dazed and Confused You Shook Me Moby Dick How Many More Times | White Summer/Black Mountain Side Whole Lotta Love |
| 173     | Syracuse (USA)             | november 1.            | Onondaga War Memorial fellépett még: The James Gang | Good Times Bad Times(intro) Communication Breakdown I Can’t Quit You Baby Heartbreaker Dazed and Confused You Shook Me Moby Dick How Many More Times | White Summer/Black Mountain Side What is and What Should Never Be |
| 174     | Toronto (Kanada)           | november 2.            | O'Keefe Centre | Good Times Bad Times(intro) Communication Breakdown I Can’t Quit You Baby Heartbreaker Dazed and Confused You Shook Me Moby Dick How Many More Times | White Summer/Black Mountain Side What is and What Should Never Be |
| 175     | Kitchener (Kanada)         | november 4.            | Kitchener Memorial Auditorium | Good Times Bad Times(intro) Communication Breakdown I Can’t Quit You Baby Heartbreaker Dazed and Confused You Shook Me Moby Dick How Many More Times | What is and What Should Never Be C’mon Everybody |
| 176     | Kansas City (USA)          | november 5.            | Memorial Hall | Good Times Bad Times(intro) Communication Breakdown I Can’t Quit You Baby Heartbreaker Dazed and Confused You Shook Me Moby Dick How Many More Times | White Summer/Black Mountain Side How Many More Times *Boogie Chillen’ *Move on Down the Line |
| 177-179 | San Francisco (USA)        | november 6-7-8.        | Winterland, fellépett még: Roland Kirk és Isaac Hayes | Good Times Bad Times(intro) Communication Breakdown I Can’t Quit You Baby Heartbreaker Dazed and Confused You Shook Me Moby Dick How Many More Times | White Summer/Black Mountain Side What is and What Should Never Be How Many More Times *Boogie Chillen’ *Hideaway *Bottle up ’n Go *The Lemon Song C’mon Everybody Somethin’ Else                                                             |
| 180     | Párizs (Franciaország)     | december 6.            | Chatenay Malabry, fellépett még: The Pretty Things, Variations and Triangle | Good Times Bad Times(intro) Communication Breakdown I Can’t Quit You Baby Heartbreaker Dazed and Confused You Shook Me Moby Dick How Many More Times | White Summer/Black Mountain Side Whole Lotta Love |

### 1970
|         | Hely                            | Idő (1970)     | Megjegyzés                                                                                                   | Koncertmenü (állandó dalok) | Koncertmenü (menüváltozatok) |
| ------- | ------------------------------- | -------------- | --- | --- | --- |
| 181     | Birmingham (U.K.)               | január 7.      | Town Hall | We’re Gonna Groove I Can’t Quit You Baby Dazed and Confused Heartbreaker White Summer/Black Mountain Side Since I’ve Been Loving You Thank You Moby Dick How Many More Times (egyveleg) C’mon Everybody                                                                                      | Whole Lotta Love Communication Breakdown |
| 182     | Bristol (U.K.)                  | január 8.      | Colston Hall                                                                                                 | We’re Gonna Groove I Can’t Quit You Baby Dazed and Confused Heartbreaker White Summer/Black Mountain Side Since I’ve Been Loving You Thank You Moby Dick How Many More Times (egyveleg) C’mon Everybody                                                                                      | How Many More Times *Let That Boy Boogie *Hideaway *Bottle Up ’n Go *The Lemon Song Whole Lotta Love Communication Breakdown *Good Times Bad Times |
| 183     | London (U.K.)                   | január 9.      | Royal Albert Hall, a koncert egy része DVD-n megjelent 2003-ban                                              | We’re Gonna Groove I Can’t Quit You Baby Dazed and Confused Heartbreaker White Summer/Black Mountain Side Since I’ve Been Loving You Thank You Moby Dick How Many More Times (egyveleg) C’mon Everybody                                                                                      | We’re Gonna Groove I Can’t Quit You Baby What is and What Should Never Be How Many More Times *Boogie Chillen’ *Bottle Up ’n Go *Move on Down the Line *Leave My Woman Alone *The Lemon Song Whole Lotta Love Communication Breakdown Bring it on Home C’mon Everybody Somethin’ Else Long Tall Sally *Whole Lotta Shakin’ Goin’ On *Move on Down the Line |
| 184     | Portsmouth (U.K.)               | január 13.     | The Guildhall                                                                                                | We’re Gonna Groove I Can’t Quit You Baby Dazed and Confused Heartbreaker White Summer/Black Mountain Side Since I’ve Been Loving You Thank You Moby Dick How Many More Times (egyveleg) C’mon Everybody                                                                                      | Whole Lotta Love Communication Breakdown |
| 185     | Newcastle (U.K.)                | január 15.     | City Hall | We’re Gonna Groove I Can’t Quit You Baby Dazed and Confused Heartbreaker White Summer/Black Mountain Side Since I’ve Been Loving You Thank You Moby Dick How Many More Times (egyveleg) C’mon Everybody                                                                                      | Whole Lotta Love Communication Breakdown |
| 186     | Sheffield (U.K.)                | január 16.     | City Hall | We’re Gonna Groove I Can’t Quit You Baby Dazed and Confused Heartbreaker White Summer/Black Mountain Side Since I’ve Been Loving You Thank You Moby Dick How Many More Times (egyveleg) C’mon Everybody                                                                                      | Whole Lotta Love Communication Breakdown |
| 187     | Leeds (U.K.)                    | január 24.     | Leeds University                                                                                             | We’re Gonna Groove I Can’t Quit You Baby Dazed and Confused Heartbreaker White Summer/Black Mountain Side Since I’ve Been Loving You Thank You Moby Dick How Many More Times (egyveleg) C’mon Everybody                                                                                      | Whole Lotta Love Communication Breakdown |
| 188     | Edinburgh (U.K.)                | február 17.    | Usher Hall                                                                                                   | We’re Gonna Groove I Can’t Quit You Baby Dazed and Confused Heartbreaker White Summer/Black Mountain Side Since I’ve Been Loving You Thank You Moby Dick How Many More Times (egyveleg) C’mon Everybody                                                                                      | Whole Lotta Love Communication Breakdown |
| 189     | Helsinki (Finnország)           | február 23.    | Kulttuuritalo                                                                                                | We’re Gonna Groove I Can’t Quit You Baby Dazed and Confused Heartbreaker White Summer/Black Mountain Side Since I’ve Been Loving You Thank You Moby Dick How Many More Times (egyveleg) C’mon Everybody                                                                                      | How Many More Times *Boogie Chillen’ *Let That Boy Boogie *Move on Down the Line *Hideaway *Cocaine Blues *CC Rider *The Lemon Song *Be-Bop-a-Lula Whole Lotta Love |
| 190     | Göteborg (Finnország)           | február 24.    | Konserthuset                                                                                                 | We’re Gonna Groove I Can’t Quit You Baby Dazed and Confused Heartbreaker White Summer/Black Mountain Side Since I’ve Been Loving You Thank You Moby Dick How Many More Times (egyveleg) C’mon Everybody                                                                                      | Whole Lotta Love Communication Breakdown |
| 192     | Stockholm (Svédország)          | február 25.    | Konserthuset                                                                                                 | We’re Gonna Groove I Can’t Quit You Baby Dazed and Confused Heartbreaker White Summer/Black Mountain Side Since I’ve Been Loving You Thank You Moby Dick How Many More Times (egyveleg) C’mon Everybody                                                                                      | Whole Lotta Love Communication Breakdown |
| 193     | Amszterdam (Hollandia)          | február 27.    | Concertgebouw                                                                                                | We’re Gonna Groove I Can’t Quit You Baby Dazed and Confused Heartbreaker White Summer/Black Mountain Side Since I’ve Been Loving You Thank You Moby Dick How Many More Times (egyveleg) C’mon Everybody                                                                                      | Whole Lotta Love Communication Breakdown |
| 194     | Koppenhága (Dánia)              | február 28.    | K.B. Hallen, The Nobs néven                                                                                  | We’re Gonna Groove I Can’t Quit You Baby Dazed and Confused Heartbreaker White Summer/Black Mountain Side Since I’ve Been Loving You Thank You Moby Dick How Many More Times (egyveleg) C’mon Everybody                                                                                      | How Many More Times *Boogie Chillen’ *Move on Down the Line *Cocaine Blues *Bottle Up ’n Go *Bye Bye Baby C’mon Everybody Somethin’ Else Bring it on Home Long Tall Sally |
| 195     | Montreux (Svájc)                | március 7.     | Montreux Casino                                                                                              | We’re Gonna Groove I Can’t Quit You Baby Dazed and Confused Heartbreaker White Summer/Black Mountain Side Since I’ve Been Loving You Thank You Moby Dick How Many More Times (egyveleg) C’mon Everybody                                                                                      | What is and What Should Never Be How Many More Times *Boogie Chillen’ *Bottle Up ’n Go *My Baby Left Me *Jenny Jenny *The Lemon Song Whole Lotta Love |
| 196     | München (Nyugat-Németország)    | március 8.     | Circus Krone Bau                                                                                             | We’re Gonna Groove I Can’t Quit You Baby Dazed and Confused Heartbreaker White Summer/Black Mountain Side Since I’ve Been Loving You Thank You Moby Dick How Many More Times (egyveleg) C’mon Everybody                                                                                      | Whole Lotta Love Communication Breakdown |
| 197     | Bécs (Ausztria)                 | március 9.     | Konzerthaus                                                                                                  | We’re Gonna Groove I Can’t Quit You Baby Dazed and Confused Heartbreaker White Summer/Black Mountain Side Since I’ve Been Loving You Thank You Moby Dick How Many More Times (egyveleg) C’mon Everybody                                                                                      | What is and What Should Never Be How Many More Times *Boogie Chillen’ *Bottle Up ’n Go *The Lemon Song |
| 197-198 | Hamburg (Nyugat-Németország)    | március 10-11. | Musikhalle az egyveleg a német és amerikai turné következő szakaszában mindig a How Many More Times-ban volt | We’re Gonna Groove I Can’t Quit You Baby Dazed and Confused Heartbreaker Bring it on Home White Summer/Black Mountain Side Since I’ve Been Loving You Thank You What is and What Should Never Be Moby Dick How Many More Times Whole Lotta Love Communication Breakdown                      | |
| 199     | Düsseldorf (Nyugat-Németország) | március 12.    | Rheinhalle                                                                                                   | We’re Gonna Groove I Can’t Quit You Baby Dazed and Confused Heartbreaker Bring it on Home White Summer/Black Mountain Side Since I’ve Been Loving You Thank You What is and What Should Never Be Moby Dick How Many More Times Whole Lotta Love Communication Breakdown                      | How Many More Times *Move on Down the Line *Bottle Up ’n Go *The Lemon Song |
| 200     | Vancouver (Kanada)              | március 21.    | Pacific Coliseum                                                                                             | We’re Gonna Groove I Can’t Quit You Baby Dazed and Confused Heartbreaker Bring it on Home White Summer/Black Mountain Side Since I’ve Been Loving You Thank You What is and What Should Never Be Moby Dick How Many More Times Whole Lotta Love Communication Breakdown                      | |
| 201     | Seattle (USA)                   | március 22.    | Seattle Center Arena                                                                                         | We’re Gonna Groove I Can’t Quit You Baby Dazed and Confused Heartbreaker Bring it on Home White Summer/Black Mountain Side Since I’ve Been Loving You Thank You What is and What Should Never Be Moby Dick How Many More Times Whole Lotta Love Communication Breakdown                      | |
| 202     | Portland (USA)                  | március 23.    | Memorial Coliseum                                                                                            | We’re Gonna Groove I Can’t Quit You Baby Dazed and Confused Heartbreaker Bring it on Home White Summer/Black Mountain Side Since I’ve Been Loving You Thank You What is and What Should Never Be Moby Dick How Many More Times Whole Lotta Love Communication Breakdown                      | |
| 203     | Denver (USA)                    | március 25.    | Denver Coliseum                                                                                              | We’re Gonna Groove I Can’t Quit You Baby Dazed and Confused Heartbreaker Bring it on Home White Summer/Black Mountain Side Since I’ve Been Loving You Thank You What is and What Should Never Be Moby Dick How Many More Times Whole Lotta Love Communication Breakdown                      | How Many More Times *Boogie Chillen’ *I Can’t be Satisfied *The Lemon Song |
| 204     | Salt Lake City (USA)            | március 26.    | Salt Palace                                                                                                  | We’re Gonna Groove I Can’t Quit You Baby Dazed and Confused Heartbreaker Bring it on Home White Summer/Black Mountain Side Since I’ve Been Loving You Thank You What is and What Should Never Be Moby Dick How Many More Times Whole Lotta Love Communication Breakdown                      | |
| 205     | Los Angeles (USA)               | március 27.    | The Forum | We’re Gonna Groove I Can’t Quit You Baby Dazed and Confused Heartbreaker Bring it on Home White Summer/Black Mountain Side Since I’ve Been Loving You Thank You What is and What Should Never Be Moby Dick How Many More Times Whole Lotta Love Communication Breakdown                      | How Many More Times *I’m a Man *Boogie Chillen’ *Bottle Up ’n Go |
| 206     | Dallas (USA)                    | március 28.    | Memorial Auditorium                                                                                          | We’re Gonna Groove I Can’t Quit You Baby Dazed and Confused Heartbreaker Bring it on Home White Summer/Black Mountain Side Since I’ve Been Loving You Thank You What is and What Should Never Be Moby Dick How Many More Times Whole Lotta Love Communication Breakdown                      | |
| 207     | Houston (USA)                   | március 29.    | Hofheinz Pavillion                                                                                           | We’re Gonna Groove I Can’t Quit You Baby Dazed and Confused Heartbreaker Bring it on Home White Summer/Black Mountain Side Since I’ve Been Loving You Thank You What is and What Should Never Be Moby Dick How Many More Times Whole Lotta Love Communication Breakdown                      | How Many More Times *For What it’s Worth *Tobacco Road |
| 208     | Pittsburgh (USA)                | március 30.    | Civic Arena                                                                                                  | We’re Gonna Groove I Can’t Quit You Baby Dazed and Confused Heartbreaker Bring it on Home White Summer/Black Mountain Side Since I’ve Been Loving You Thank You What is and What Should Never Be Moby Dick How Many More Times Whole Lotta Love Communication Breakdown                      | |
| 209     | Philadelphia (USA)              | március 31.    | Spectrum | We’re Gonna Groove I Can’t Quit You Baby Dazed and Confused Heartbreaker Bring it on Home White Summer/Black Mountain Side Since I’ve Been Loving You Thank You What is and What Should Never Be Moby Dick How Many More Times Whole Lotta Love Communication Breakdown                      | |
| 210     | Charleston (USA)                | április 2.     | Civic Center                                                                                                 | We’re Gonna Groove I Can’t Quit You Baby Dazed and Confused Heartbreaker Bring it on Home White Summer/Black Mountain Side Since I’ve Been Loving You Thank You What is and What Should Never Be Moby Dick How Many More Times Whole Lotta Love Communication Breakdown                      | |
| 211     | Macon (USA)                     | április 3.     | Macon Coliseum                                                                                               | We’re Gonna Groove I Can’t Quit You Baby Dazed and Confused Heartbreaker Bring it on Home White Summer/Black Mountain Side Since I’ve Been Loving You Thank You What is and What Should Never Be Moby Dick How Many More Times Whole Lotta Love Communication Breakdown                      | |
| 212     | Indianapolis (USA)              | április 4.     | Coliseum | We’re Gonna Groove I Can’t Quit You Baby Dazed and Confused Heartbreaker Bring it on Home White Summer/Black Mountain Side Since I’ve Been Loving You Thank You What is and What Should Never Be Moby Dick How Many More Times Whole Lotta Love Communication Breakdown                      | |
| 213     | Baltimore                       | április 5.     | Civic Center                                                                                                 | We’re Gonna Groove I Can’t Quit You Baby Dazed and Confused Heartbreaker Bring it on Home White Summer/Black Mountain Side Since I’ve Been Loving You Thank You What is and What Should Never Be Moby Dick How Many More Times Whole Lotta Love Communication Breakdown                      | How Many More Times *Boogie Chillen’ *My Baby Left Me *That’s Alright Mama *Honey Bee *The Lemon Song |
| 214     | Charlotte (USA)                 | április 7.     | Charlotte Coliseum                                                                                           | We’re Gonna Groove I Can’t Quit You Baby Dazed and Confused Heartbreaker Bring it on Home White Summer/Black Mountain Side Since I’ve Been Loving You Thank You What is and What Should Never Be Moby Dick How Many More Times Whole Lotta Love Communication Breakdown                      | |
| 215     | Raleigh (USA)                   | április 8.     | J.S. Dorton Arena                                                                                            | We’re Gonna Groove I Can’t Quit You Baby Dazed and Confused Heartbreaker Bring it on Home White Summer/Black Mountain Side Since I’ve Been Loving You Thank You What is and What Should Never Be Moby Dick How Many More Times Whole Lotta Love Communication Breakdown                      | |
| 216     | Tampa (USA)                     | április 9.     | Curtis Hixon Hall                                                                                            | We’re Gonna Groove I Can’t Quit You Baby Dazed and Confused Heartbreaker Bring it on Home White Summer/Black Mountain Side Since I’ve Been Loving You Thank You What is and What Should Never Be Moby Dick How Many More Times Whole Lotta Love Communication Breakdown                      | How Many More Times *Boogie Chillen’ *Hideaway *Bottle Up ’n Go *Mess of Blues *My Babe *The Lemon Song |
| 217     | Miami (USA)                     | április 10.    | Miami Beach Convention Center                                                                                | We’re Gonna Groove I Can’t Quit You Baby Dazed and Confused Heartbreaker Bring it on Home White Summer/Black Mountain Side Since I’ve Been Loving You Thank You What is and What Should Never Be Moby Dick How Many More Times Whole Lotta Love Communication Breakdown                      | |
| 218     | Saint Louis (USA)               | április 11.    | Kiel Auditorium                                                                                              | We’re Gonna Groove I Can’t Quit You Baby Dazed and Confused Heartbreaker Bring it on Home White Summer/Black Mountain Side Since I’ve Been Loving You Thank You What is and What Should Never Be Moby Dick How Many More Times Whole Lotta Love Communication Breakdown                      | |
| 219     | Minneapolis (USA)               | április 12.    | Met Center                                                                                                   | We’re Gonna Groove I Can’t Quit You Baby Dazed and Confused Heartbreaker Bring it on Home White Summer/Black Mountain Side Since I’ve Been Loving You Thank You What is and What Should Never Be Moby Dick How Many More Times Whole Lotta Love Communication Breakdown                      | |
| 220     | Montreal (Kanada)               | április 13.    | Montreal Forum                                                                                               | We’re Gonna Groove I Can’t Quit You Baby Dazed and Confused Heartbreaker Bring it on Home White Summer/Black Mountain Side Since I’ve Been Loving You Thank You What is and What Should Never Be Moby Dick How Many More Times Whole Lotta Love Communication Breakdown                      | |
| 221     | Ottawa (Kanada)                 | április 14.    | Ottawa Civic Centre                                                                                          | We’re Gonna Groove I Can’t Quit You Baby Dazed and Confused Heartbreaker Bring it on Home White Summer/Black Mountain Side Since I’ve Been Loving You Thank You What is and What Should Never Be Moby Dick How Many More Times Whole Lotta Love Communication Breakdown                      | |
| 222     | Evansville (USA)                | április 16.    | Roberts Stadium                                                                                              | We’re Gonna Groove I Can’t Quit You Baby Dazed and Confused Heartbreaker Bring it on Home White Summer/Black Mountain Side Since I’ve Been Loving You Thank You What is and What Should Never Be Moby Dick How Many More Times Whole Lotta Love Communication Breakdown                      | |
| 223     | Memphis (USA)                   | április 17.    | Mid-South Coliseum                                                                                           | We’re Gonna Groove I Can’t Quit You Baby Dazed and Confused Heartbreaker Bring it on Home White Summer/Black Mountain Side Since I’ve Been Loving You Thank You What is and What Should Never Be Moby Dick How Many More Times Whole Lotta Love Communication Breakdown                      | How Many More Times *Boogie Chillen’ *Bottle Up ’n Go *Memphis Tennessee *For What it’s Worth *Ramble On *Tobacco Road *Long Distance Call *Honey Bee *The Lemon Song *That’s Alright Mama |
| 224     | Phoenix (USA)                   | április 18.    | Veterans Memorial Coliseum                                                                                   | We’re Gonna Groove I Can’t Quit You Baby Dazed and Confused Heartbreaker Bring it on Home White Summer/Black Mountain Side Since I’ve Been Loving You Thank You What is and What Should Never Be Moby Dick How Many More Times Whole Lotta Love Communication Breakdown                      | |
| 225     | London (U.K.)                   | április 23.    | BBC TV Lime Grove Studios                                                                                    | egy dal felvétele White Summer/Black Mountain Side | |
| 226     | Reykjavík (Izland)              | június 22.     | Laugardalsholl Hall, egy szám DVD-n 2003-ban megjelent                                                       | | Dazed and Confused a műsor további részéről nincs adat |
| 227     | Shepton Mallet (U.K.)           | június 28.     | Bath Festival – West Showground 200 000 néző                                                                 | Immigrant Song Heartbreaker Dazed and Confused Bring it on Home Since I’ve Been Loving You What is and What Should Never Be Moby Dick Whole Lotta Love Communication Breakdown | Thank You The Boy Next Door How Many More Times *Long Distance Call *Honey Be *Need Your Love Tonight *That’s Alright Mama Communication Breakdown *Long Tall Sally *Say Mama *Johnny B. Goode *That’s Alright Mama |
| 228     | Köln (Nyugat-Németország)       | július 16.     | Sporthalle                                                                                                   | Immigrant Song Heartbreaker Dazed and Confused Bring it on Home Since I’ve Been Loving You What is and What Should Never Be Moby Dick Whole Lotta Love Communication Breakdown | That’s the Way Bron-Y-Aur Stomp Thank You |
| 229     | Essen (Nyugat-Németország)      | július 17.     | Grugahalle                                                                                                   | Immigrant Song Heartbreaker Dazed and Confused Bring it on Home Since I’ve Been Loving You What is and What Should Never Be Moby Dick Whole Lotta Love Communication Breakdown | That’s the Way Bron-Y-Aur Stomp Thank You |
| 230     | Frankfurt (Nyugat-Németország)  | július 18.     | Festhalle | Immigrant Song Heartbreaker Dazed and Confused Bring it on Home Since I’ve Been Loving You What is and What Should Never Be Moby Dick Whole Lotta Love Communication Breakdown | That’s the Way Bron-Y-Aur Stomp Thank You |
| 231     | Berlin (Nyugat-Németország)     | július 19.     | Deutschlandhalle                                                                                             | Immigrant Song Heartbreaker Dazed and Confused Bring it on Home Since I’ve Been Loving You What is and What Should Never Be Moby Dick Whole Lotta Love Communication Breakdown | That’s the Way Bron-Y-Aur Stomp Thank You Whole Lotta Love *Let That Boy Boogie *Red House *CC Rider *Hootchie Cootchie Man* Honey Bee *Long Distance Call |
| 232     | New Haven (USA)                 | augusztus 15.  | Yale Bowl | Immigrant Song Heartbreaker Dazed and Confused Bring it on Home Since I’ve Been Loving You What is and What Should Never Be Moby Dick Whole Lotta Love Communication Breakdown | Communication Breakdown *Good Times Bad Times |
| 233     | Hampton (USA)                   | augusztus 17.  | Hampton Roads Coliseum                                                                                       | Immigrant Song Heartbreaker Dazed and Confused Bring it on Home Since I’ve Been Loving You What is and What Should Never Be Moby Dick Whole Lotta Love Communication Breakdown | Whole Lotta Love *Let that Boy Boogie *Back in the USA *I’m Movin’ on *CC Rider Communication Breakdown *Good Times Bad Times |
| 234     | Kansas City (USA)               | augusztus 19.  | Municipal Auditorium                                                                                         | Immigrant Song Heartbreaker Dazed and Confused Bring it on Home Since I’ve Been Loving You What is and What Should Never Be Moby Dick Whole Lotta Love Communication Breakdown | Communication Breakdown *Good Times Bad Times |
| 235     | Oklahoma City (USA)             | augusztus 20.  | State Fairgrounds Arena                                                                                      | Immigrant Song Heartbreaker Dazed and Confused Bring it on Home Since I’ve Been Loving You What is and What Should Never Be Moby Dick Whole Lotta Love Communication Breakdown | Communication Breakdown *Good Times Bad Times |
| 236     | Tulsa (USA)                     | augusztus 21.  | Assembly Center                                                                                              | Immigrant Song Heartbreaker Dazed and Confused Bring it on Home Since I’ve Been Loving You What is and What Should Never Be Moby Dick Whole Lotta Love Communication Breakdown | Whole Lotta Love *Let that Boy Boogie *Bottle Up ’n Go *Matchbox *Who’s Loving You Tonight *Heartbeat *My Baby Left Me *That’s Alright Mama Communication Breakdown *Good Times Bad Times |
| 237     | Fort Worth (USA)                | augusztus 22.  | Tarrant County Convention                                                                                    | Immigrant Song Heartbreaker Dazed and Confused Bring it on Home Since I’ve Been Loving You What is and What Should Never Be Moby Dick Whole Lotta Love Communication Breakdown | Communication Breakdown *Good Times Bad Times |
| 238     | San Antonio (USA)               | augusztus 23.  | HemisFair Arena                                                                                              | Immigrant Song Heartbreaker Dazed and Confused Bring it on Home Since I’ve Been Loving You What is and What Should Never Be Moby Dick Whole Lotta Love Communication Breakdown | (a koncertmenüről nincs adat) |
| 239     | Nashville (USA)                 | augusztus 25.  | Municipal Auditorium                                                                                         | Immigrant Song Heartbreaker Dazed and Confused Bring it on Home Since I’ve Been Loving You What is and What Should Never Be Moby Dick Whole Lotta Love Communication Breakdown | Communication Breakdown *Good Times Bad Times |
| 240     | Cleveland (USA)                 | augusztus 26.  | Public Hall                                                                                                  | Immigrant Song Heartbreaker Dazed and Confused Bring it on Home Since I’ve Been Loving You What is and What Should Never Be Moby Dick Whole Lotta Love Communication Breakdown | Communication Breakdown nélkül |
| 241     | Detroit (USA)                   | augusztus 28.  | Olympia Stadium                                                                                              | Immigrant Song Heartbreaker Dazed and Confused Bring it on Home Since I’ve Been Loving You What is and What Should Never Be Moby Dick Whole Lotta Love Communication Breakdown | Communication Breakdown nélkül |
| 242     | Winnipeg (Kanada)               | augusztus 29.  | Man Pop Festival                                                                                             | Immigrant Song Heartbreaker Dazed and Confused Bring it on Home Since I’ve Been Loving You What is and What Should Never Be Moby Dick Whole Lotta Love Communication Breakdown | Communication Breakdown *Good Times Bad Times |
| 243     | Milwaukee (USA)                 | augusztus 31.  | Milwaukee Arena                                                                                              | Immigrant Song Heartbreaker Dazed and Confused Bring it on Home Since I’ve Been Loving You What is and What Should Never Be Moby Dick Whole Lotta Love Communication Breakdown | rövid program, csak a Thank You-ig |
| 244     | Seattle (USA)                   | szeptember 1.  | Seattle Center Coliseum                                                                                      | Immigrant Song Heartbreaker Dazed and Confused Bring it on Home Since I’ve Been Loving You What is and What Should Never Be Moby Dick Whole Lotta Love Communication Breakdown | Communication Breakdown nélkül |
| 245     | Oakland (USA)                   | szeptember 2.  | Oakland Coliseum                                                                                             | Immigrant Song Heartbreaker Dazed and Confused Bring it on Home Since I’ve Been Loving You What is and What Should Never Be Moby Dick Whole Lotta Love Communication Breakdown | Whole Lotta Love *Let That Boy Boogie *Boppin’ the Blues *Lawdy Miss Clawdy *For What it’s Worth *Honey Bee *I’m Movin’ on *Fortune Teller *That’s Alright Mama Communication Breakdown *Good Times Bad Times Train Kept a Rollin’ Blueberry Hill Long Tall Sally |
| 246     | San Diego (USA)                 | szeptember 3.  | Sports Arena                                                                                                 | Immigrant Song Heartbreaker Dazed and Confused Bring it on Home Since I’ve Been Loving You What is and What Should Never Be Moby Dick Whole Lotta Love Communication Breakdown | Whole Lotta Love *Let that Boy Boogie *Roberta *Crosscut Saw *Travelling Riverside Blues *Honey Bee *Lawdy Miss Clawdy Communication Breakdown *Good Times Bad Times |
| 247     | Los Angeles (USA)               | szeptember 4.  | The Forum | Immigrant Song Heartbreaker Dazed and Confused Bring it on Home Since I’ve Been Loving You What is and What Should Never Be Moby Dick Whole Lotta Love Communication Breakdown | Bron-Y-Aur Stomp Out on the Tiles Blueberry Hill Whole Lotta Love *Let That Boy Boogie *Who’s Loving You Tonight? *I’m Movin’ on *Red House *Some other Guy *Think it Over Communication Breakdown *Good Times Bad Times *For What it’s Worth *I Saw Her Standing There |
| 248     | Honolulu (USA)                  | szeptember 6.  | International Center Arena                                                                                   | Immigrant Song Heartbreaker Dazed and Confused Bring it on Home Since I’ve Been Loving You What is and What Should Never Be Moby Dick Whole Lotta Love Communication Breakdown | Whole Lotta Love *Let That Boy Boogie *I’m Movin’ on *Some other Guy |
| 249     | Boston (USA)                    | szeptember 9.  | Boston Garden                                                                                                | Immigrant Song Heartbreaker Dazed and Confused Bring it on Home Since I’ve Been Loving You What is and What Should Never Be Moby Dick Whole Lotta Love Communication Breakdown | Whole Lotta Love *Let That Boy Boogie *Ramble On *For What it’s Worth *Some other Guy *Honey Bee |
| 250     | New York (USA)                  | szeptember 19. | Madison Square Garden, két előadás                                                                           | délutáni műsor: Immigrant Song Heartbreaker Dazed and Confused Bring it on Home That’s the Way Bron-Y-Aur Stomp Since I’ve Been Loving You Thank You What is and What Should Never Be Moby Dick Whole Lotta Love *Let that Boy Boogie *For What it’s Worth *Honey Be Communication Breakdown | esti műsor: Immigrant Song Heartbreaker Dazed and Confused Bring it on Home That’s the Way Bron-Y-Aur Stomp Since I’ve Been Loving You Thank You What is and What Should Never Be Moby Dick Whole Lotta Love *Let that Boy Boogie *Dust My Broom *Bottle Up ’n Go *Lawdy Miss Clawdy *Some other Guy *Train Kept a Rollin’ *I’m a King Bee *Baby Don’t You Want to Go *CC Rider Out on the Tiles Communication Breakdown *Gallows Pole The Girl Can’t Help it *Talking About You *Twenty Flight Rock How Many More Times *Cadillac *Blueberry Hill |

### 1971
|         | Hely                    | Idő (1971)        | Megjegyzés                                                                                   | Koncertmenü (állandó dalok) | Koncertmenü (menüváltozat) |
| ------- | ----------------------- | ----------------- | -------------------------------------------------------------------------------------------- | --- | --- |
| 251     | Belfast (Írország)      | március 5.        | Ulster Hall Back to the Clubs turné                                                          | Immigrant Song Heartbreaker Since I’ve Been Loving You Black Dog Dazed and Confused Stairway to Heaven What is and What Should Never Be Whole Lotta Love | Going to California Moby Dick Communication Breakdown Rock and Roll Bring it on Home Whole Lotta Love *Let That Boy Boogie *Bottle Up ’n Go *Long Distance Call |
| 252     | Dublin (Írország)       | március 6.        | National Boxing Stadium                                                                      | Immigrant Song Heartbreaker Since I’ve Been Loving You Black Dog Dazed and Confused Stairway to Heaven What is and What Should Never Be Whole Lotta Love | Going to California Moby Dick Communication Breakdown C’mon Everybody Rock and Roll Bring it on Home Whole Lotta Love *Let that Boy Boogie *Suzy Q *Some other Guy *Honey Bee *That’s Alright Mama |
| 253     | Leeds (U.K.)            | március 9.        | Leeds University                                                                             | Immigrant Song Heartbreaker Since I’ve Been Loving You Black Dog Dazed and Confused Stairway to Heaven What is and What Should Never Be Whole Lotta Love | Immigrant Song Heartbreaker Since I’ve Been Loving You Black Dog Dazed and Confused Stairway to Heaven Going to California Moby Dick Whole Lotta Love Communication Breakdown |
| 254     | Canterbury (U.K.)       | március 10.       | University of Kent                                                                           | Immigrant Song Heartbreaker Since I’ve Been Loving You Black Dog Dazed and Confused Stairway to Heaven What is and What Should Never Be Whole Lotta Love | Immigrant Song Heartbreaker Since I’ve Been Loving You Black Dog Dazed and Confused Stairway to Heaven Going to California Moby Dick Whole Lotta Love Communication Breakdown |
| 255     | Southampton (U.K.)      | március 11.       | Southampton University                                                                       | Immigrant Song Heartbreaker Since I’ve Been Loving You Black Dog Dazed and Confused Stairway to Heaven What is and What Should Never Be Whole Lotta Love | Immigrant Song Heartbreaker Since I’ve Been Loving You Black Dog Dazed and Confused Stairway to Heaven Going to California Moby Dick Whole Lotta Love Communication Breakdown |
| 256     | Bath (U.K.)             | március 13.       | Bath Pavillion                                                                               | Immigrant Song Heartbreaker Since I’ve Been Loving You Black Dog Dazed and Confused Stairway to Heaven What is and What Should Never Be Whole Lotta Love | Immigrant Song Heartbreaker Since I’ve Been Loving You Black Dog Dazed and Confused Stairway to Heaven Going to California Moby Dick Whole Lotta Love Communication Breakdown |
| 257     | Stoke-on-Trent (U.K.)   | március 14.       | Trentham Gardens                                                                             | Immigrant Song Heartbreaker Since I’ve Been Loving You Black Dog Dazed and Confused Stairway to Heaven What is and What Should Never Be Whole Lotta Love | Immigrant Song Heartbreaker Since I’ve Been Loving You Black Dog Dazed and Confused Stairway to Heaven Going to California Moby Dick Whole Lotta Love Communication Breakdown |
| 258     | Newcastle (U.K.)        | március 18.       | Mayfair Ballroom                                                                             | Immigrant Song Heartbreaker Since I’ve Been Loving You Black Dog Dazed and Confused Stairway to Heaven What is and What Should Never Be Whole Lotta Love | Immigrant Song Heartbreaker Since I’ve Been Loving You Black Dog Dazed and Confused Stairway to Heaven Going to California Moby Dick Whole Lotta Love Communication Breakdown |
| 259     | Manchester (U.K.)       | március 19.       | Manchester University                                                                        | Immigrant Song Heartbreaker Since I’ve Been Loving You Black Dog Dazed and Confused Stairway to Heaven What is and What Should Never Be Whole Lotta Love | Immigrant Song Heartbreaker Since I’ve Been Loving You Black Dog Dazed and Confused Stairway to Heaven Going to California Moby Dick Whole Lotta Love Communication Breakdown |
| 259     | Sutton Coldfield (U.K.) | március 20.       | The Belfry                                                                                   | Immigrant Song Heartbreaker Since I’ve Been Loving You Black Dog Dazed and Confused Stairway to Heaven What is and What Should Never Be Whole Lotta Love | Immigrant Song Heartbreaker Since I’ve Been Loving You Black Dog Dazed and Confused Stairway to Heaven Going to California Moby Dick Whole Lotta Love Communication Breakdown |
| 260     | Nottingham (U.K.)       | március 21.       | Boat Club                                                                                    | Immigrant Song Heartbreaker Since I’ve Been Loving You Black Dog Dazed and Confused Stairway to Heaven What is and What Should Never Be Whole Lotta Love | Immigrant Song Heartbreaker Since I’ve Been Loving You Black Dog Dazed and Confused Stairway to Heaven Going to California Moby Dick Whole Lotta Love Communication Breakdown |
| 261     | London (U.K.)           | március 23.       | Marquee                                                                                      | Immigrant Song Heartbreaker Since I’ve Been Loving You Black Dog Dazed and Confused Stairway to Heaven What is and What Should Never Be Whole Lotta Love | Immigrant Song Heartbreaker Since I’ve Been Loving You Black Dog Dazed and Confused Stairway to Heaven Going to California Moby Dick Whole Lotta Love Communication Breakdown |
| 262     | London (U.K.)           | április 1.        | Paris Cinema Theatre felvételei a BBC Sessions albumon megjelentek That’s the Way, Thank You | Immigrant Song Heartbreaker Since I’ve Been Loving You Black Dog Dazed and Confused Stairway to Heaven What is and What Should Never Be Whole Lotta Love | Immigrant Song Heartbreaker Since I’ve Been Loving You Black Dog Dazed and Confused Stairway to Heaven Going to California Moby Dick Whole Lotta Love Communication Breakdown |
| 263     | Koppenhága (Dánia)      | május 3.          | K.B. Hallen                                                                                  | Immigrant Song Heartbreaker Since I’ve Been Loving You Black Dog Dazed and Confused Stairway to Heaven What is and What Should Never Be Whole Lotta Love | Immigrant Song Heartbreaker Since I’ve Been Loving You Black Dog Dazed and Confused Stairway to Heaven Going to California Moby Dick Whole Lotta Love Communication Breakdown |
| 264     | Odensen (Dánia)         | május 4.          | Fyns Forum                                                                                   | Immigrant Song Heartbreaker Since I’ve Been Loving You Black Dog Dazed and Confused Stairway to Heaven What is and What Should Never Be Whole Lotta Love | Immigrant Song Heartbreaker Since I’ve Been Loving You Black Dog Dazed and Confused Stairway to Heaven Going to California Moby Dick Whole Lotta Love Communication Breakdown |
| 265     | Liverpool (U.K.)        | május 10.         | Liverpool University                                                                         | Immigrant Song Heartbreaker Since I’ve Been Loving You Black Dog Dazed and Confused Stairway to Heaven What is and What Should Never Be Whole Lotta Love | Immigrant Song Heartbreaker Since I’ve Been Loving You Black Dog Dazed and Confused Stairway to Heaven Going to California Moby Dick Whole Lotta Love Communication Breakdown |
| 266     | Milánó (Olaszország)    | július 5.         | Vigorelli Velodrome                                                                          | Immigrant Song Heartbreaker Since I’ve Been Loving You Black Dog Dazed and Confused Stairway to Heaven What is and What Should Never Be Whole Lotta Love | rövid program, csak az alábbiak hangzottak el Immigrant Song Heartbreaker Since I’ve Been Loving You Black Dog Dazed and Confused Whole Lotta Love |
| 267-268 | Montreux (Svájc)        | augusztus 7-8.    | Montreux Casino                                                                              | Immigrant Song Heartbreaker Since I’ve Been Loving You Black Dog Dazed and Confused Stairway to Heaven What is and What Should Never Be Whole Lotta Love | Going to California That’s the Way Celebration Day Weekend Whole Lotta Love *Let That Boy Boogie *That’s Alright Mama *Ramble On *Gamblers Blues *I’m a Man *Honey Bee |
| 269     | Vancouver (Kanada)      | augusztus 19.     | Pacific Colisium                                                                             | Immigrant Song Heartbreaker Since I’ve Been Loving You Black Dog Dazed and Confused Stairway to Heaven What is and What Should Never Be Whole Lotta Love | Going to California That’s the Way Celebration Day Communication Breakdown Thank You |
| 270-271 | Los Angeles (USA)       | augusztus 21-22.  | The Forum                                                                                    | Immigrant Song Heartbreaker Since I’ve Been Loving You Black Dog Dazed and Confused Stairway to Heaven What is and What Should Never Be Whole Lotta Love | dőlt betűvel a csak az első napon elhangzott, zárójelben a csak a második napon előadott (Walk Don’t Run) Celebration Day That’s the Way Going to California (Moby Dick) Weekend Rock and Roll Communication Breakdown Thank You Whole Lotta Love *Let That Boy Boogie *I’m Moving on *(My Baby Left Me) *That’s Alright Mama *Mess of Blues *Got a Lot of Living to Do *Honey Bee *(You Shook Me)      |
| 273     | Fort Worth (USA)        | augusztus 23.     | Tarrant County Convention                                                                    | Immigrant Song Heartbreaker Since I’ve Been Loving You Black Dog Dazed and Confused Stairway to Heaven What is and What Should Never Be Whole Lotta Love | That’s the Way Going to California Moby Dick Communication Breakdown Thank You |
| 274     | Dallas (USA)            | augusztus 24.     | Memorial Auditorium                                                                          | Immigrant Song Heartbreaker Since I’ve Been Loving You Black Dog Dazed and Confused Stairway to Heaven What is and What Should Never Be Whole Lotta Love | That’s the Way Going to California Moby Dick Communication Breakdown Thank You |
| 275     | Houston (USA)           | augusztus 26.     | Sam Houston Coliseum                                                                         | Immigrant Song Heartbreaker Since I’ve Been Loving You Black Dog Dazed and Confused Stairway to Heaven What is and What Should Never Be Whole Lotta Love | That’s the Way Going to California Moby Dick Communication Breakdown Thank You |
| 276     | San Antonio (USA)       | augusztus 27.     | Convention Arena                                                                             | Immigrant Song Heartbreaker Since I’ve Been Loving You Black Dog Dazed and Confused Stairway to Heaven What is and What Should Never Be Whole Lotta Love | That’s the Way Going to California Moby Dick Communication Breakdown Thank You |
| 277     | Saint Louis (USA)       | augusztus 28.     | Arena                                                                                        | Immigrant Song Heartbreaker Since I’ve Been Loving You Black Dog Dazed and Confused Stairway to Heaven What is and What Should Never Be Whole Lotta Love | That’s the Way Going to California Moby Dick Communication Breakdown Thank You |
| 278     | New Orleans (USA)       | augusztus 29.     | Municipal Auditorium                                                                         | Immigrant Song Heartbreaker Since I’ve Been Loving You Black Dog Dazed and Confused Stairway to Heaven What is and What Should Never Be Whole Lotta Love | That’s the Way Going to California Moby Dick Communication Breakdown Thank You |
| 279     | Orlando (USA)           | augusztus 31.     | Sports Stadium                                                                               | Immigrant Song Heartbreaker Since I’ve Been Loving You Black Dog Dazed and Confused Stairway to Heaven What is and What Should Never Be Whole Lotta Love | That’s the Way Going to California Moby Dick Communication Breakdown Thank You |
| 280     | Hollywood (USA)         | szeptember 1.     | Hollywood Sportatorium                                                                       | Immigrant Song Heartbreaker Since I’ve Been Loving You Black Dog Dazed and Confused Stairway to Heaven What is and What Should Never Be Whole Lotta Love | That’s the Way Going to California Moby Dick Communication Breakdown Thank You |
| 281     | New York (USA)          | szeptember 3.     | Madison Square Garden                                                                        | Immigrant Song Heartbreaker Since I’ve Been Loving You Black Dog Dazed and Confused Stairway to Heaven What is and What Should Never Be Whole Lotta Love | That’s the Way Going to California Moby Dick Communication Breakdown Thank You |
| 282     | Toronto (Kanada)        | szeptember 4.     | Maple Leaf Gardens                                                                           | Immigrant Song Heartbreaker Since I’ve Been Loving You Black Dog Dazed and Confused Stairway to Heaven What is and What Should Never Be Whole Lotta Love | That’s the Way Going to California Moby Dick Communication Breakdown Thank You |
| 283     | Chicago (USA)           | szeptember 5.     | Chicago International Amphitheatre                                                           | Immigrant Song Heartbreaker Since I’ve Been Loving You Black Dog Dazed and Confused Stairway to Heaven What is and What Should Never Be Whole Lotta Love | That’s the Way Going to California Moby Dick Communication Breakdown Thank You |
| 284     | Boston (USA)            | szeptember 7.     | Boston Garden                                                                                | Immigrant Song Heartbreaker Since I’ve Been Loving You Black Dog Dazed and Confused Stairway to Heaven What is and What Should Never Be Whole Lotta Love | That’s the Way Going to California Moby Dick Communication Breakdown Thank You |
| 285     | Hampton (USA)           | szeptember 9.     | Hampton Roads Coliseum                                                                       | Immigrant Song Heartbreaker Since I’ve Been Loving You Black Dog Dazed and Confused Stairway to Heaven What is and What Should Never Be Whole Lotta Love | That’s the Way Going to California Moby Dick Communication Breakdown Thank You |
| 286     | Syracuse (USA)          | szeptember 10.    | Onondaga War Memorial                                                                        | Immigrant Song Heartbreaker Since I’ve Been Loving You Black Dog Dazed and Confused Stairway to Heaven What is and What Should Never Be Whole Lotta Love | That’s the Way Going to California Moby Dick Communication Breakdown Thank You |
| 287     | Rochester (USA)         | szeptember 11.    | War Memorial Auditorium                                                                      | Immigrant Song Heartbreaker Since I’ve Been Loving You Black Dog Dazed and Confused Stairway to Heaven What is and What Should Never Be Whole Lotta Love | That’s the Way Going to California Moby Dick Communication Breakdown Thank You |
| 288-289 | Berkeley (USA)          | szeptember 13-14. | Community Theatre                                                                            | Immigrant Song Heartbreaker Since I’ve Been Loving You Black Dog Dazed and Confused Stairway to Heaven What is and What Should Never Be Whole Lotta Love | That’s the Way Going to California Moby Dick Communication Breakdown Thank You |
| 290-291 | Honolulu (USA)          | szeptember 16-17. | Civic Auditorium                                                                             | Immigrant Song Heartbreaker Since I’ve Been Loving You Black Dog Dazed and Confused Stairway to Heaven What is and What Should Never Be Whole Lotta Love | That’s the Way Going to California Moby Dick Communication Breakdown Thank You |
| 292-293 | Tokió (Japán)           | szeptember 23-24. | Budokan                                                                                      | Immigrant Song Heartbreaker Since I’ve Been Loving You Black Dog Dazed and Confused Stairway to Heaven What is and What Should Never Be Whole Lotta Love | That’s the Way Going to California Moby Dick Communication Breakdown Thank You Whole Lotta Love *Let That Boy Boogie *Hello Mary Lou *Mess of Blues *I’m a Man *Tobacco Road *Good Times Bad Times *How Many More Times *You Shook Me *(Let that Boy Boogie) *(Cocaine Blues) *(Rave On) *(Your Time is Gonna Come) *(I’m a Man) *(The Hunter) *(Hello Mary Lou) *(Pretty Woman) *(How Many More Times) |
| 294     | Hirosima (Japán)        | szeptember 27.    | Shiei Taikukan Hall                                                                          | Immigrant Song Heartbreaker Since I’ve Been Loving You Black Dog Dazed and Confused Stairway to Heaven What is and What Should Never Be Whole Lotta Love | That’s the Way Going to California Moby Dick Communication Breakdown Thank You Whole Lotta Love *Let that Boy Boogie *Be-Bop-a-Lula |
| 295-296 | Oszaka (Japán)          | szeptember 28-29. | Festival Hall                                                                                | Immigrant Song Heartbreaker Since I’ve Been Loving You Black Dog Dazed and Confused Stairway to Heaven What is and What Should Never Be Whole Lotta Love | That’s the Way Going to California Moby Dick Communication Breakdown Thank You Whole Lotta Love *Let that Boy Boogie *Bachelor Boy *(I Gotta Know) *(Twist and Shout) *(Fortune Teller) *Maybelline *Hello Mary Lou *(Good Times Bad Times) *(You Shook Me) C’mon Everybody High Heeled Sneakers (Rock and Roll)                                                                                        |
| 297     | Newcastle (U.K.)        | november 11.      | City Hall                                                                                    | Immigrant Song Heartbreaker Since I’ve Been Loving You Black Dog Dazed and Confused Stairway to Heaven What is and What Should Never Be Whole Lotta Love | Rock and Roll That’s the Way Going to California Tangerine Celebration Day Whole Lotta Love *Hello Mary Lou Communication Breakdown |
| 298     | Sunderland (U.K.)       | november 12.      | Locarno Ballroom                                                                             | Immigrant Song Heartbreaker Since I’ve Been Loving You Black Dog Dazed and Confused Stairway to Heaven What is and What Should Never Be Whole Lotta Love | Rock and Roll That’s the Way Going to California Tangerine Celebration Day Whole Lotta Love *Hello Mary Lou Communication Breakdown |
| 299     | Dundee (U.K.)           | november 13.      | Caird Hall                                                                                   | Immigrant Song Heartbreaker Since I’ve Been Loving You Black Dog Dazed and Confused Stairway to Heaven What is and What Should Never Be Whole Lotta Love | Rock and Roll That’s the Way Bron-Y-Aur Stomp Tangerine Moby Dick Whole Lotta Love *Let That Boy Boogie *Hello Mary Lou *Mess of Blues *Honey Bee Communication Breakdown Weekend |
| 300     | Ipswich (U.K.)          | november 16.      | St. Matthew's Baths Hall                                                                     | Immigrant Song Heartbreaker Since I’ve Been Loving You Black Dog Dazed and Confused Stairway to Heaven What is and What Should Never Be Whole Lotta Love | Rock and Roll That’s the Way Bron-Y-Aur Stomp Tangerine Moby Dick Whole Lotta Love *Let That Boy Boogie *Hello Mary Lou *Mess of Blues *Honey Bee *Going Down Slow Communication Breakdown Weekend Gallows Pole |
| 301     | Birmingham (U.K.)       | november 17.      | Kinetic Circus                                                                               | Immigrant Song Heartbreaker Since I’ve Been Loving You Black Dog Dazed and Confused Stairway to Heaven What is and What Should Never Be Whole Lotta Love | Going to California That’s the Way Tangerine Celebration Day |
| 302     | Sheffield (U.K.)        | november 18.      | Sheffield University                                                                         | Immigrant Song Heartbreaker Since I’ve Been Loving You Black Dog Dazed and Confused Stairway to Heaven What is and What Should Never Be Whole Lotta Love | Going to California That’s the Way Tangerine Celebration Day |
| 303-304 | London (U.K.)           | november 20-21.   | Wembley Empire Pool                                                                          | Immigrant Song Heartbreaker Since I’ve Been Loving You Black Dog Dazed and Confused Stairway to Heaven What is and What Should Never Be Whole Lotta Love | Rock and Roll Dancing Days Going to California That’s the Way Tangerine Bron-Y-Aur Stomp Celebration Day Moby Dick *Let that Boy Boogie *Hello Mary Lou *Mess of Blues *Honey Be *Going Down Slow |
| 305     | Preston (U.K.)          | november 23.      | Public Hall                                                                                  | Immigrant Song Heartbreaker Since I’ve Been Loving You Black Dog Dazed and Confused Stairway to Heaven What is and What Should Never Be Whole Lotta Love | Rock and Roll Going to California That’s the Way Tangerine Bron-Y-Aur Stomp Celebration Day Moby Dick Communication Breakdown |
| 306     | Manchester (U.K.)       | november 24.      | Free Trade Hall                                                                              | Immigrant Song Heartbreaker Since I’ve Been Loving You Black Dog Dazed and Confused Stairway to Heaven What is and What Should Never Be Whole Lotta Love | Whole Lotta Love *Let That Boy Boogie *Rave On Thank You Rock and Roll Going to California That’s the Way Tangerine Bron-Y-Aur Stomp Celebration Day Moby Dick Communication Breakdown |
| 307     | Leicester (U.K.)        | november 25.      | Leicester University                                                                         | Immigrant Song Heartbreaker Since I’ve Been Loving You Black Dog Dazed and Confused Stairway to Heaven What is and What Should Never Be Whole Lotta Love | Whole Lotta Love *Going Down *Let That Boy Boogie *Hello Mary Lou *Rave On *Mess of Blues Rock and Roll Going to California That’s the Way Tangerine Bron-Y-Aur Stomp Celebration Day Moby Dick Communication Breakdown |
| 308     | Liverpool (U.K.)        | november 29.      | Liverpool Stadium                                                                            | Immigrant Song Heartbreaker Since I’ve Been Loving You Black Dog Dazed and Confused Stairway to Heaven What is and What Should Never Be Whole Lotta Love | Rock and Roll Going to California That’s the Way Tangerine Bron-Y-Aur Stomp Celebration Day Moby Dick Communication Breakdown It’ll be Me |
| 309     | Manchester (U.K.)       | november 30.      | Kings Hall Belle Vue                                                                         | Immigrant Song Heartbreaker Since I’ve Been Loving You Black Dog Dazed and Confused Stairway to Heaven What is and What Should Never Be Whole Lotta Love | Rock and Roll Going to California That’s the Way Tangerine Bron-Y-Aur Stomp Celebration Day Moby Dick Communication Breakdown |
| 310     | Bournemouth (U.K.)      | december 2.       | Starkers Royal Ballroom                                                                      | Immigrant Song Heartbreaker Since I’ve Been Loving You Black Dog Dazed and Confused Stairway to Heaven What is and What Should Never Be Whole Lotta Love | Whole Lotta Love *Bottle Up ’n Go *Heartbeat *Hello Mary Lou *Lawdy Miss Clawdy *I Can’t Quit You Baby Communication Breakdown *Turn on Your Lovelight Weekend It’ll be Me Rock and Roll Going to California That’s the Way Tangerine Bron-Y-Aur Stomp Celebration Day Moby Dick |
| 311     | Salisbury (U.K.)        | december 21.      | City Hall                                                                                    | Immigrant Song Heartbreaker Since I’ve Been Loving You Black Dog Dazed and Confused Stairway to Heaven What is and What Should Never Be Whole Lotta Love | Rock and Roll Going to California That’s the Way Tangerine Bron-Y-Aur Stomp Celebration Day Moby Dick Communication Breakdown |

### 1972
|          | Hely                   | Idő (1972)                | Megjegyzés                                                                                     | Koncertmenü (állandó dalok) | Koncertmenü (menüváltozatok) |
| -------- | ---------------------- | ------------------------- | ---------------------------------------------------------------------------------------------- | --- | --- |
| 312      | Perth (Ausztrália)     | február 16.               | Subiaco Oval                                                                                   | Immigrant Song Heartbreaker Black Dog Since I’ve Been Loving You Stairway to Heaven Going to California That’s the Way Tangerine Bron-Y-Aur Stomp Dazed and Confused Moby Dick Whole Lotta Love                                                                    | What is and What Should Never Be |
| 313      | Adelaide (Ausztrália)  | február 19.               | Memorial Drive                                                                                 | Immigrant Song Heartbreaker Black Dog Since I’ve Been Loving You Stairway to Heaven Going to California That’s the Way Tangerine Bron-Y-Aur Stomp Dazed and Confused Moby Dick Whole Lotta Love                                                                    | Whole Lotta Love *Let that Boy Boogie *Hello Mary Lou *Let’s Have a Party *That’s Alright Mama *Going Down Slow |
| 314      | Melbourne (Ausztrália) | február 20.               | Kooyong Stadium                                                                                | Immigrant Song Heartbreaker Black Dog Since I’ve Been Loving You Stairway to Heaven Going to California That’s the Way Tangerine Bron-Y-Aur Stomp Dazed and Confused Moby Dick Whole Lotta Love                                                                    | Rock and Roll Whole Lotta Love *Let that Boy Boogie *Let’s Have a Party |
| 315      | Auckland (Új-Zéland)   | február 25.               | Western Springs Stadium                                                                        | Immigrant Song Heartbreaker Black Dog Since I’ve Been Loving You Stairway to Heaven Going to California That’s the Way Tangerine Bron-Y-Aur Stomp Dazed and Confused Moby Dick Whole Lotta Love                                                                    | What is and What Should Never Be Rock and Roll Whole Lotta Love *Let that Boy Boogie *Hello Mary Lou *Let’s Have a Party *Going Down Slow Communication Breakdown |
| 316      | Sydney (Ausztrália)    | február 27.               | Showground                                                                                     | Immigrant Song Heartbreaker Black Dog Since I’ve Been Loving You Stairway to Heaven Going to California That’s the Way Tangerine Bron-Y-Aur Stomp Dazed and Confused Moby Dick Whole Lotta Love                                                                    | Celebration Day What is and What Should Never Be Rock and Roll Whole Lotta Love *Let that Boy Boogie *Hello Mary Lou *Let’s Have a Party *Lawdy Miss Clawdy *Going Down Slow Communication Breakdown |
| 317      | Brisbane (Ausztrália)  | február 29.               | Festival Hall                                                                                  | Immigrant Song Heartbreaker Black Dog Since I’ve Been Loving You Stairway to Heaven Going to California That’s the Way Tangerine Bron-Y-Aur Stomp Dazed and Confused Moby Dick Whole Lotta Love                                                                    | Celebration Day What is and What Should Never Be Whole Lotta Love *Let that Boy Boogie *The Wanderer *Hello Mary Lou *Let’s Have a Party *Going Down Slow |
| 318      | Amszterdam (Hollandia) | május 27.                 | Oude Rai                                                                                       | Immigrant Song Heartbreaker Black Dog Since I’ve Been Loving You Stairway to Heaven Going to California That’s the Way Tangerine Bron-Y-Aur Stomp Dazed and Confused Moby Dick Whole Lotta Love                                                                    | Celebration Day What is and What Should Never Be Whole Lotta Love *Let that Boy Boogie *Hello Mary Lou *Running Bear *That’s Alright Mama *Hootchie Coochie Man *Going Down Slow Rock and Roll Communication Breakdown                                                                                    |
| 319      | Brüsszel (Belgium)     | május 28.                 | Vorst Nationaal                                                                                | Immigrant Song Heartbreaker Black Dog Since I’ve Been Loving You Stairway to Heaven Going to California That’s the Way Tangerine Bron-Y-Aur Stomp Dazed and Confused Moby Dick Whole Lotta Love                                                                    | What is and What Should Never Be Whole Lotta Love *Let that Boy Boogie *Hello Mary Lou *Running Bear *Lawdy Miss Clawdy *Heartbreak Hotel *That’s Alright Mama *Don’t be Cruel *Going Down Slow |
| 320      | Detroit (USA)          | június 6.                 | Cobo Hall                                                                                      | Immigrant Song Heartbreaker Black Dog Since I’ve Been Loving You Stairway to Heaven Going to California That’s the Way Tangerine Bron-Y-Aur Stomp Dazed and Confused Moby Dick Whole Lotta Love                                                                    | What is and What Should Never Be |
| 321      | Montreal (Kanada)      | június 7.                 | Montreal Forum                                                                                 | Immigrant Song Heartbreaker Black Dog Since I’ve Been Loving You Stairway to Heaven Going to California That’s the Way Tangerine Bron-Y-Aur Stomp Dazed and Confused Moby Dick Whole Lotta Love                                                                    | What is and What Should Never Be Whole Lotta Love *Let that Boy Boogie *Hello Mary Lou *Running Bear *Money Honey *Mess of Blues *Going Down Slow Rock and Roll |
| 322      | Charlotte (USA)        | június 9.                 | Charlotte Coliseum                                                                             | Immigrant Song Heartbreaker Black Dog Since I’ve Been Loving You Stairway to Heaven Going to California That’s the Way Tangerine Bron-Y-Aur Stomp Dazed and Confused Moby Dick Whole Lotta Love                                                                    | Celebration Day What is and What Should Never Be Rock and Roll Communication Breakdown |
| 323      | Buffalo (USA)          | június 10.                | Buffalo Memorial Auditorium                                                                    | Immigrant Song Heartbreaker Black Dog Since I’ve Been Loving You Stairway to Heaven Going to California That’s the Way Tangerine Bron-Y-Aur Stomp Dazed and Confused Moby Dick Whole Lotta Love                                                                    | Celebration Day What is and What Should Never Be Rock and Roll Communication Breakdown |
| 324      | Baltimore (USA)        | június 11.                | Civic Center                                                                                   | Immigrant Song Heartbreaker Black Dog Since I’ve Been Loving You Stairway to Heaven Going to California That’s the Way Tangerine Bron-Y-Aur Stomp Dazed and Confused Moby Dick Whole Lotta Love                                                                    | Celebration Day What is and What Should Never Be Rock and Roll Communication Breakdown |
| 325      | Philadelphia (USA)     | június 13.                | Spectrum                                                                                       | Immigrant Song Heartbreaker Black Dog Since I’ve Been Loving You Stairway to Heaven Going to California That’s the Way Tangerine Bron-Y-Aur Stomp Dazed and Confused Moby Dick Whole Lotta Love                                                                    | Bring it on Home What is and What Should Never Be Whole Lotta Love *Let that Boy Boogie *I Need Your Love Tonight *Hello Mary Lou *Heartbreak Hotel *I’m Going Down *Going Down Slow |
| 326-327  | Uniondale (USA)        | június 14-15.             | Nassau Coliseum                                                                                | Immigrant Song Heartbreaker Black Dog Since I’ve Been Loving You Stairway to Heaven Going to California That’s the Way Tangerine Bron-Y-Aur Stomp Dazed and Confused Moby Dick Whole Lotta Love                                                                    | Dazed and Confused *(The Crunge) What is and What Should Never Be Whole Lotta Love *Let that Boy Boogie *Bottle Up ’n Go *(Willie and the Hand Jive) *Hello Mary Lou *Lawdy Miss Clawdy *(Money Honey *(Heartbreak Hotel) *Going Down Slow Rock and Roll Communication Breakdown Weekend Bring it on Home |
| 328      | Portland (USA)         | június 17.                | Memorial Coliseum                                                                              | Immigrant Song Heartbreaker Black Dog Since I’ve Been Loving You Stairway to Heaven Going to California That’s the Way Tangerine Bron-Y-Aur Stomp Dazed and Confused Moby Dick Whole Lotta Love                                                                    | Dazed and Confused *Walter’s Walk *The Crunge What is and What Should Never Be Whole Lotta Love *Let that Boy Boogie *Boppin’ the Blues *Hello Mary Lou *Going Down Slow Rock and Roll |
| 329-330  | Seattle (USA)          | június 18-19.             | Seattle Center Coliseum                                                                        | Immigrant Song Heartbreaker Black Dog Since I’ve Been Loving You Stairway to Heaven Going to California That’s the Way Tangerine Bron-Y-Aur Stomp Dazed and Confused Moby Dick Whole Lotta Love                                                                    | What is and What Should Never Be The Ocean Black Country Woman Dazed and Confused *The Crunge Dancing Days Whole Lotta Love *Let that Boy Boogie *Let’s Have a Party *Hello Mary Lou *Only the Lonely *Heartbreak Hotel *Going Down Slow Rock and Roll Money Over the Hills and Far Away Dancing Days     |
| 331      | Denver (USA)           | június 21.                | Denver Coliseum                                                                                | Immigrant Song Heartbreaker Black Dog Since I’ve Been Loving You Stairway to Heaven Going to California That’s the Way Tangerine Bron-Y-Aur Stomp Dazed and Confused Moby Dick Whole Lotta Love                                                                    | What is and What Should Never Be |
| 332      | San Bernardino (USA)   | június 22.                | Swing Auditorium                                                                               | Immigrant Song Heartbreaker Black Dog Since I’ve Been Loving You Stairway to Heaven Going to California That’s the Way Tangerine Bron-Y-Aur Stomp Dazed and Confused Moby Dick Whole Lotta Love                                                                    | Dazed and Confused *The Crunge What is and What Should Never Be Whole Lotta Love *Let that Boy Boogie *Let’s Have a Party *Hello Mary Lou *Going Down Slow Rock and Roll |
| 333      | San Diego (USA)        | június 23.                | Sports Arena                                                                                   | Immigrant Song Heartbreaker Black Dog Since I’ve Been Loving You Stairway to Heaven Going to California That’s the Way Tangerine Bron-Y-Aur Stomp Dazed and Confused Moby Dick Whole Lotta Love                                                                    | What is and What Should Never Be |
| 334      | Los Angeles (USA)      | június 25.                | The Forum, a koncert részletei a How the West Was Won című albumon 2003-ban megjelentek        | Immigrant Song Heartbreaker Black Dog Since I’ve Been Loving You Stairway to Heaven Going to California That’s the Way Tangerine Bron-Y-Aur Stomp Dazed and Confused Moby Dick Whole Lotta Love                                                                    | Black Dog, Over the Hills... That’s the Way, Dazed and Confused Moby Dick, Whole Lotta Love *Boogie Chillun *Let’s Have a Party *Hello Mary Lou *Going Down Slow The Ocean Bring it on Home |
| 335      | Long Beach (USA)       | június 27.                | Long Beach Arena, a koncert részletei a How the West Was Won című albumon 2003-ban megjelentek | Immigrant Song Heartbreaker Black Dog Since I’ve Been Loving You Stairway to Heaven Going to California That’s the Way Tangerine Bron-Y-Aur Stomp Dazed and Confused Moby Dick Whole Lotta Love                                                                    | Immigrant Song, Heartbreaker Since I’ve Been Loving You Stairway to Heaven, Going to California Bron-Y-Aur Stomp, What is... Moby Dick, Rock and Roll Dancing Days Dazed and Confused *The Crunge |
| 336      | Tucson (USA)           | június 28.                | Tucson Community Center                                                                        | Immigrant Song Heartbreaker Black Dog Since I’ve Been Loving You Stairway to Heaven Going to California That’s the Way Tangerine Bron-Y-Aur Stomp Dazed and Confused Moby Dick Whole Lotta Love                                                                    | Over the Hills and Far Away Dazed and Confused *The Crunge What is and What Should Never Be Whole Lotta Love *Let that Boy Boogie *Let’s Have a Party *Stuck on You *Hello Mary Lou *Going Down Slow Rock and Roll                                                                                        |
| 337-338  | Tokió (Japán)          | október 2-3.              | Budokan                                                                                        | Rock and Roll Over the Hills and Far Away Black Dog Misty Mountain Hop Since I’ve Been Loving You Dancing Days Bron-Y-Aur Stomp The Song Remains the Same Rain Song Dazed and Confused *The Crunge Stairway to Heaven Whole Lotta Love Heartbreaker Immigrant Song | Whole Lotta Love *(Everybody Needs Someone to Love) *Let that Boy Boogie *(Let’s Have a Party) *My Baby Left Me *The Lemon Song *I Can’t Quit You Baby *(You Shook Me) The Ocean Communication Breakdown                                                                                                  |
| 339, 341 | Oszaka (Japán)         | október 4, 9.             | Festival Hall                                                                                  | Rock and Roll Over the Hills and Far Away Black Dog Misty Mountain Hop Since I’ve Been Loving You Dancing Days Bron-Y-Aur Stomp The Song Remains the Same Rain Song Dazed and Confused *The Crunge Stairway to Heaven Whole Lotta Love Heartbreaker Immigrant Song | Whole Lotta Love *Everybody Needs Someone to Love *Let that Boy Boogie *Got a Lot of Living to Do *Let’s Have a Party *You Shook Me |
| 340      | Nagoja (Japán)         | október 5.                | Kokaido                                                                                        | Rock and Roll Over the Hills and Far Away Black Dog Misty Mountain Hop Since I’ve Been Loving You Dancing Days Bron-Y-Aur Stomp The Song Remains the Same Rain Song Dazed and Confused *The Crunge Stairway to Heaven Whole Lotta Love Heartbreaker Immigrant Song | Whole Lotta Love *Everybody Needs Someone to Love *Let that Boy Boogie *Feel So Good *That’s Alright Mama *Let’s Have a Party *You Shook Me Thank You |
| 342      | Oszaka (Japán)         | október 9.                | Festival Hall                                                                                  | Rock and Roll Over the Hills and Far Away Black Dog Misty Mountain Hop Since I’ve Been Loving You Dancing Days Bron-Y-Aur Stomp The Song Remains the Same Rain Song Dazed and Confused *The Crunge Stairway to Heaven Whole Lotta Love Heartbreaker Immigrant Song | Whole Lotta Love *Everybody Needs Someone to Love *Something’s Got a Hold on Me *Milk Cow Blues *Leave My Woman Alone *Lawdy Miss Clawdy *Heartbreak Hotel *Wear My Ring Around Your Neck *Going Down Slow Stand By Me                                                                                    |
| 343      | Kiotó (Japán)          | október 10.               | Kaikan Hall                                                                                    | Rock and Roll Over the Hills and Far Away Black Dog Misty Mountain Hop Since I’ve Been Loving You Dancing Days Bron-Y-Aur Stomp The Song Remains the Same Rain Song Dazed and Confused *The Crunge Stairway to Heaven Whole Lotta Love Heartbreaker Immigrant Song | Whole Lotta Love *Everybody Needs Someone to Love *Something’s Got a Hold on Me *Milk Cow Blues *Let that Boy Boogie *That’s Alright Mama *Jump the Broomstick *Going Down Slow |
| 344-345  | Montreux (Svájc)       | október 28-29.            | Pavillon                                                                                       | Rock and Roll Black Dog Over the Hills and Far Away Misty Mountain Hop Since I’ve Been Loving You Dancing Days Bron-Y-Aur Stomp The Song Remains the Same Rain Song Dazed and Confused Stairway to Heaven Whole Lotta Love                                         | Whole Lotta Love *Let’s Have a Party *I Need Your Love Tonight *Heartbreak Hotel |
| 346-347  | Newcastle (U.K.)       | november 30 - december 1. | City Hall                                                                                      | Rock and Roll Black Dog Over the Hills and Far Away Misty Mountain Hop Since I’ve Been Loving You Dancing Days Bron-Y-Aur Stomp The Song Remains the Same Rain Song Dazed and Confused Stairway to Heaven Whole Lotta Love                                         | Whole Lotta Love *Everybody Needs Someone to Love *Let’s Have a Party *Going Down Slow *(Need Your Love Tonight) *(For What it’s Worth) *(Heartbreak Hotel) Immigrant Song Heartbreaker Thank You |
| 348-349  | Glasgow (U.K.)         | december 3-4.             | Green's Playhouse                                                                              | Rock and Roll Black Dog Over the Hills and Far Away Misty Mountain Hop Since I’ve Been Loving You Dancing Days Bron-Y-Aur Stomp The Song Remains the Same Rain Song Dazed and Confused Stairway to Heaven Whole Lotta Love                                         | Whole Lotta Love *Everybody Needs Someone to Love *Let’s Have a Party *I Can’t Quit You Baby Thank You Heartbreaker |
| 350-351  | Manchester (U.K.)      | december 7-8.             | Hard Rock                                                                                      | Rock and Roll Black Dog Over the Hills and Far Away Misty Mountain Hop Since I’ve Been Loving You Dancing Days Bron-Y-Aur Stomp The Song Remains the Same Rain Song Dazed and Confused Stairway to Heaven Whole Lotta Love                                         | Whole Lotta Love *Everybody Needs Someone to Love *It’s Your Thing *Bottle Up ’n Go *Let that Boy Boogie *Say Mama *Let’s Have a Party *I Can’t Quit You Baby *Going Down Slow Heartbreaker Immigrant Song Communication Breakdown                                                                        |
| 352-353  | Cardiff (U.K.)         | december 11-12.           | Capitol Theatre                                                                                | Rock and Roll Black Dog Over the Hills and Far Away Misty Mountain Hop Since I’ve Been Loving You Dancing Days Bron-Y-Aur Stomp The Song Remains the Same Rain Song Dazed and Confused Stairway to Heaven Whole Lotta Love                                         | Whole Lotta Love *Heartbreak Hotel *I Can’t Quit You Baby *Going Down Slow Heartbreaker Immigrant Song Communication Breakdown Thank You |
| 354-355  | Birmingham (U.K.)      | december 16-17.           | Birmingham Odeon                                                                               | Rock and Roll Black Dog Over the Hills and Far Away Misty Mountain Hop Since I’ve Been Loving You Dancing Days Bron-Y-Aur Stomp The Song Remains the Same Rain Song Dazed and Confused Stairway to Heaven Whole Lotta Love                                         | Dazed and Confused *San Francisco Whole Lotta Love *Everybody Needs Someone to Love *Let that Boy Boogie *Let’s Have a Party *Heartbreak Hotel *I Can’t Quit You Baby *Going Down Slow Heartbreaker |
| 356      | Brighton (U.K.)        | december 20.              | Brighton Dome                                                                                  | Rock and Roll Black Dog Over the Hills and Far Away Misty Mountain Hop Since I’ve Been Loving You Dancing Days Bron-Y-Aur Stomp The Song Remains the Same Rain Song Dazed and Confused Stairway to Heaven Whole Lotta Love                                         | Whole Lotta Love *Everybody Needs Someone to Love *Let that Boy Boogie *Let’s Have a Party *Mistery Train *Heartbreak Hotel *I Can’t Quit You Baby *Going Down Slow Heartbreaker |
| 357-358  | London (U.K.)          | december 22-23.           | Alexandra Palace                                                                               | Rock and Roll Black Dog Over the Hills and Far Away Misty Mountain Hop Since I’ve Been Loving You Dancing Days Bron-Y-Aur Stomp The Song Remains the Same Rain Song Dazed and Confused Stairway to Heaven Whole Lotta Love                                         | Heartbreaker Thank You |

### 1973
|         | Hely                           | Idő (1973)       | Megjegyzés | Koncertmenü (állandó dalok) | Koncertmenü (menüváltozatok) |
| ------- | ------------------------------ | ---------------- | --- | --- | --- |
| 359     | Sheffield (U.K.)               | január 2.        | City Hall | Rock and Roll Over the Hills and Far Away Black Dog Misty Mountain Hop Since I’ve Been Loving You Dancing Days The Song Remains the Same Rain Song Dazed and Confused Stairway to Heaven Whole Lotta Love | Dazed and Confused *San Francisco Whole Lotta Love *Everybody Needs Someone to Love *Let That Boy Boogie *Let’s Have a Party *Heartbreak Hotel *I Can’t Quit You Baby *Going Down Slow Heartbreaker                                                         |
| 360     | Oxford (U.K.)                  | január 7.        | New Theatre                                                                                                   | Rock and Roll Over the Hills and Far Away Black Dog Misty Mountain Hop Since I’ve Been Loving You Dancing Days The Song Remains the Same Rain Song Dazed and Confused Stairway to Heaven Whole Lotta Love | Bron-Y-Aur-Stomp Dazed and Confused *San Francisco |
| 361     | Liverpool (U.K.)               | január 14.       | Liverpool Empire                                                                                              | Rock and Roll Over the Hills and Far Away Black Dog Misty Mountain Hop Since I’ve Been Loving You Dancing Days The Song Remains the Same Rain Song Dazed and Confused Stairway to Heaven Whole Lotta Love | Bron-Y-Aur Stomp Dazed and Confused *San Francisco Heartbreaker The Ocean Whole Lotta Love *Everybody Needs Someone to Love *Let That Boy Boogie *You’re So Square *Baby I Don’t Care *Let’s Have a Party *I Can’t Quit You Baby *Going Down Slow           |
| 362     | Stoke-on-Trent (U.K.)          | január 15.       | Trentham Gardens                                                                                              | Rock and Roll Over the Hills and Far Away Black Dog Misty Mountain Hop Since I’ve Been Loving You Dancing Days The Song Remains the Same Rain Song Dazed and Confused Stairway to Heaven Whole Lotta Love | Bron-Y-Aur Stomp Dazed and Confused *San Francisco Heartbreaker The Ocean Whole Lotta Love *Everybody Needs Someone to Love *Let That Boy Boogie *You’re So Square *Baby I Don’t Care *Let’s Have a Party *I Can’t Quit You Baby *Going Down Slow           |
| 363     | Aberystwyth (U.K.)             | január 16.       | King's Hall                                                                                                   | Rock and Roll Over the Hills and Far Away Black Dog Misty Mountain Hop Since I’ve Been Loving You Dancing Days The Song Remains the Same Rain Song Dazed and Confused Stairway to Heaven Whole Lotta Love | Bron-Y-Aur Stomp Dazed and Confused *San Francisco Heartbreaker The Ocean Whole Lotta Love *Everybody Needs Someone to Love *Let That Boy Boogie *You’re So Square *Baby I Don’t Care *Let’s Have a Party *I Can’t Quit You Baby *Going Down Slow           |
| 364     | Bradford (U.K.)                | január 18.       | St. George's Hall                                                                                             | Rock and Roll Over the Hills and Far Away Black Dog Misty Mountain Hop Since I’ve Been Loving You Dancing Days The Song Remains the Same Rain Song Dazed and Confused Stairway to Heaven Whole Lotta Love | Bron-Y-Aur Stomp Dazed and Confused *San Francisco Heartbreaker The Ocean Whole Lotta Love *Everybody Needs Someone to Love *Let That Boy Boogie *You’re So Square *Baby I Don’t Care *Blue Suede Shoes *Let’s Have a Party *I Can’t Quit You Baby          |
| 365     | Southampton (U.K.)             | január 21.       | Gaumont Theatre                                                                                               | Rock and Roll Over the Hills and Far Away Black Dog Misty Mountain Hop Since I’ve Been Loving You Dancing Days The Song Remains the Same Rain Song Dazed and Confused Stairway to Heaven Whole Lotta Love | |
| 366     | Southampton (U.K.)             | január 22.       | Southampton University                                                                                        | Rock and Roll Over the Hills and Far Away Black Dog Misty Mountain Hop Since I’ve Been Loving You Dancing Days The Song Remains the Same Rain Song Dazed and Confused Stairway to Heaven Whole Lotta Love | Dazed and Confused *San Francisco Heartbreaker Whole Lotta Love *Everybody Needs Someone to Love *Let That Boy Boogie *You’re So Square *Baby I Don’t Care *Let’s Have a Party *I Can’t Quit You Baby Thank You How Many More Times Communication Breakdown |
| 367     | Aberdeen (U.K.)                | január 25.       | Aberdeen Music Hall                                                                                           | Rock and Roll Over the Hills and Far Away Black Dog Misty Mountain Hop Since I’ve Been Loving You Dancing Days The Song Remains the Same Rain Song Dazed and Confused Stairway to Heaven Whole Lotta Love | Bron-Y-Aur Stomp Dazed and Confused *San Francisco Heartbreaker Whole Lotta Love *Everybody Needs Someone to Love *Let That Boy Boogie *You’re So Square *Baby I Don’t Care *Let’s Have a Party *Going Down Slow What is and What Should Never Be The Ocean |
| 368     | Dundee (U.K.)                  | január 27.       | Caird Hall | Rock and Roll Over the Hills and Far Away Black Dog Misty Mountain Hop Since I’ve Been Loving You Dancing Days The Song Remains the Same Rain Song Dazed and Confused Stairway to Heaven Whole Lotta Love | Bron-Y-Aur Stomp Heartbreaker Whole Lotta Love *Everybody Needs Someone to Love *Let That Boy Boogie *You’re So Square *Baby I Don’t Care *Let’s Have a Party *Going Down Slow Communication Breakdown                                                      |
| 369     | Edinburgh (U.K.)               | január 28.       | King's Theatre                                                                                                | Rock and Roll Over the Hills and Far Away Black Dog Misty Mountain Hop Since I’ve Been Loving You Dancing Days The Song Remains the Same Rain Song Dazed and Confused Stairway to Heaven Whole Lotta Love | Bron-Y-Aur Stomp |
| 370     | Preston (U.K.)                 | január 30.       | Guildhall | Rock and Roll Over the Hills and Far Away Black Dog Misty Mountain Hop Since I’ve Been Loving You Dancing Days The Song Remains the Same Rain Song Dazed and Confused Stairway to Heaven Whole Lotta Love | Bron-Y-Aur Stomp Whole Lotta Love *Everybody Needs Someone to Love *Let That Boy Boogie *Hideaway *You’re So Square *Baby I Don’t Care *Let’s Have a Party *I Can’t Quit You Baby                                                                           |
| 371     | Koppenhága (Dánia)             | március 2.       | K.B. Hallen                                                                                                   | Rock and Roll Over the Hills and Far Away Black Dog Misty Mountain Hop Since I’ve Been Loving You Dancing Days The Song Remains the Same Rain Song Dazed and Confused Stairway to Heaven Whole Lotta Love | Bron-Y-Aur Stomp |
| 372     | Göteborg (Svédország)          | március 4.       | Scandinavium Arena                                                                                            | Rock and Roll Over the Hills and Far Away Black Dog Misty Mountain Hop Since I’ve Been Loving You Dancing Days The Song Remains the Same Rain Song Dazed and Confused Stairway to Heaven Whole Lotta Love | Bron-Y-Aur Stomp |
| 373-374 | Stockholm (Svédország)         | március 6-7.     | Kungliga Tennishallen                                                                                         | Rock and Roll Over the Hills and Far Away Black Dog Misty Mountain Hop Since I’ve Been Loving You Dancing Days The Song Remains the Same Rain Song Dazed and Confused Stairway to Heaven Whole Lotta Love | Bron-Y-Aur Stomp Dazed and Confused *San Francisco Whole Lotta Love *Everybody Needs Someone to Love *Let That Boy Boogie *You’re So Square *Baby I Don’t Care *Let’s Have a Party *I Can’t Quit You Baby Heartbreaker The Ocean                            |
| 375     | Nuremburg (Nyugat-Németország) | március 14.      | Messenhalle                                                                                                   | Rock and Roll Over the Hills and Far Away Black Dog Misty Mountain Hop Since I’ve Been Loving You Dancing Days The Song Remains the Same Rain Song Dazed and Confused Stairway to Heaven Whole Lotta Love | Bron-Y-Aur Stomp Dazed and Confused *San Francisco Whole Lotta Love *Everybody Needs Someone to Love *Let That Boy Boogie *You’re So Square *Baby I Don’t Care *Let’s Have a Party *I Can’t Quit You Baby Heartbreaker                                      |
| 376     | Bécs (Ausztria)                | március 16.      | Stadthalle | Rock and Roll Over the Hills and Far Away Black Dog Misty Mountain Hop Since I’ve Been Loving You Dancing Days The Song Remains the Same Rain Song Dazed and Confused Stairway to Heaven Whole Lotta Love | Bron-Y-Aur Stomp Dazed and Confused *San Francisco Whole Lotta Love *Everybody Needs Someone to Love *Let That Boy Boogie *You’re So Square *Baby I Don’t Care *Let’s Have a Party *I Can’t Quit You Baby Heartbreaker                                      |
| 377     | München (Nyugat-Németország)   | március 17.      | Olympia Halle                                                                                                 | Rock and Roll Over the Hills and Far Away Black Dog Misty Mountain Hop Since I’ve Been Loving You Dancing Days The Song Remains the Same Rain Song Dazed and Confused Stairway to Heaven Whole Lotta Love | Bron-Y-Aur Stomp Dazed and Confused *San Francisco Whole Lotta Love *Everybody Needs Someone to Love *Let That Boy Boogie *You’re So Square *Baby I Don’t Care *Let’s Have a Party *I Can’t Quit You Baby Heartbreaker                                      |
| 378     | Berlin (Nyugat-Németország)    | március 19.      | Deutschlandhalle                                                                                              | Rock and Roll Over the Hills and Far Away Black Dog Misty Mountain Hop Since I’ve Been Loving You Dancing Days The Song Remains the Same Rain Song Dazed and Confused Stairway to Heaven Whole Lotta Love | Bron-Y-Aur Stomp Dazed and Confused *San Francisco Whole Lotta Love *Everybody Needs Someone to Love *Let That Boy Boogie *You’re So Square *Baby I Don’t Care *Let’s Have a Party *I Can’t Quit You Baby                                                   |
| 379     | Hamburg (Nyugat-Németország)   | március 21.      | Musikhalle | Rock and Roll Over the Hills and Far Away Black Dog Misty Mountain Hop Since I’ve Been Loving You Dancing Days The Song Remains the Same Rain Song Dazed and Confused Stairway to Heaven Whole Lotta Love | Bron-Y-Aur Stomp Dazed and Confused *San Francisco Whole Lotta Love *Everybody Needs Someone to Love *Let That Boy Boogie *You’re So Square *Baby I Don’t Care *Let’s Have a Party *I Can’t Quit You Baby The Ocean                                         |
| 380     | Essen (Nyugat-Németország)     | március 22.      | Grugahalle | Rock and Roll Over the Hills and Far Away Black Dog Misty Mountain Hop Since I’ve Been Loving You Dancing Days The Song Remains the Same Rain Song Dazed and Confused Stairway to Heaven Whole Lotta Love | Bron-Y-Aur Stomp Dazed and Confused *San Francisco Whole Lotta Love *Everybody Needs Someone to Love *Turn on Your Love Light *Let That Boy Boogie *You’re So Square *Baby I Don’t Care *Let’s Have a Party *I Can’t Quit You Baby Heartbreaker             |
| 381     | Offenburg (Nyugat-Németország) | március 24.      | Ortenau-Halle                                                                                                 | Rock and Roll Over the Hills and Far Away Black Dog Misty Mountain Hop Since I’ve Been Loving You Dancing Days The Song Remains the Same Rain Song Dazed and Confused Stairway to Heaven Whole Lotta Love | Bron-Y-Aur Stomp Dazed and Confused *San Francisco Whole Lotta Love *Everybody Needs Someone to Love *Turn on Your Love Light *Let That Boy Boogie *You’re So Square *Baby I Don’t Care *Let’s Have a Party *I Can’t Quit You Baby Heartbreaker             |
| 382     | Lyon (Franciaország)           | március 26.      | Palais de Sports                                                                                              | Rock and Roll Over the Hills and Far Away Black Dog Misty Mountain Hop Since I’ve Been Loving You Dancing Days The Song Remains the Same Rain Song Dazed and Confused Stairway to Heaven Whole Lotta Love | |
| 383     | Nancy (Franciaország)          | március 27.      | Parc des Expositions                                                                                          | Rock and Roll Over the Hills and Far Away Black Dog Misty Mountain Hop Since I’ve Been Loving You Dancing Days The Song Remains the Same Rain Song Dazed and Confused Stairway to Heaven Whole Lotta Love | Bron-Y-Aur Stomp Dazed and Confused *San Francisco Whole Lotta Love *Everybody Needs Someone to Love *Let That Boy Boogie *You’re So Square *Baby I Don’t Care *Let’s Have a Party *I Can’t Quit You Baby                                                   |
| 384-385 | Párizs (Franciaország)         | április 1-2.     | Centre Sportif                                                                                                | Rock and Roll Over the Hills and Far Away Black Dog Misty Mountain Hop Since I’ve Been Loving You Dancing Days The Song Remains the Same Rain Song Dazed and Confused Stairway to Heaven Whole Lotta Love | Bron-Y-Aur Stomp Dazed and Confused *San Francisco Whole Lotta Love *Everybody Needs Someone to Love *Let That Boy Boogie *You’re So Square *Baby I Don’t Care *Let’s Have a Party *I Can’t Quit You Baby                                                   |
| 386     | Atlanta (USA)                  | május 4.         | Atlanta Stadium 40 000 néző                                                                                   | Rock and Roll Celebration Day Bring it on Home Black Dog Since I’ve Been Loving You No Quarter The Song Remains the Same Rain Song Dazed and Confused Stairway to Heaven Moby Dick Heartbreaker Whole Lotta Love | Dazed and Confused *San Francisco |
| 387     | Tampa (USA)                    | május 5.         | Tampa Stadium                                                                                                 | Rock and Roll Celebration Day Bring it on Home Black Dog Since I’ve Been Loving You No Quarter The Song Remains the Same Rain Song Dazed and Confused Stairway to Heaven Moby Dick Heartbreaker Whole Lotta Love | Dazed and Confused *San Francisco Whole Lotta Love *Let That Boy Boogie The Ocean Communication Breakdown |
| 388     | Jacksonville (USA)             | május 7.         | Jacksonville Coliseum                                                                                         | Rock and Roll Celebration Day Bring it on Home Black Dog Since I’ve Been Loving You No Quarter The Song Remains the Same Rain Song Dazed and Confused Stairway to Heaven Moby Dick Heartbreaker Whole Lotta Love | Misty Mountain Hop Dazed and Confused *San Francisco Whole Lotta Love *Let That Boy Boogie |
| 389     | Tuscaloosa (USA)               | május 10.        | Memorial Coliseum                                                                                             | Rock and Roll Celebration Day Bring it on Home Black Dog Since I’ve Been Loving You No Quarter The Song Remains the Same Rain Song Dazed and Confused Stairway to Heaven Moby Dick Heartbreaker Whole Lotta Love | Misty Mountain Hop Dazed and Confused *San Francisco Whole Lotta Love *Let That Boy Boogie |
| 390     | Saint Louis (USA)              | május 11.        | Arena | Rock and Roll Celebration Day Bring it on Home Black Dog Since I’ve Been Loving You No Quarter The Song Remains the Same Rain Song Dazed and Confused Stairway to Heaven Moby Dick Heartbreaker Whole Lotta Love | Misty Mountain Hop Dazed and Confused *San Francisco Whole Lotta Love *Let That Boy Boogie |
| 391     | Mobile (USA)                   | május 13.        | Municipal Auditorium                                                                                          | Rock and Roll Celebration Day Bring it on Home Black Dog Since I’ve Been Loving You No Quarter The Song Remains the Same Rain Song Dazed and Confused Stairway to Heaven Moby Dick Heartbreaker Whole Lotta Love | Misty Mountain Hop Dazed and Confused *San Francisco Whole Lotta Love *Let That Boy Boogie |
| 392     | New Orleans (USA)              | május 14.        | Municipal Auditorium                                                                                          | Rock and Roll Celebration Day Bring it on Home Black Dog Since I’ve Been Loving You No Quarter The Song Remains the Same Rain Song Dazed and Confused Stairway to Heaven Moby Dick Heartbreaker Whole Lotta Love | Misty Mountain Hop Dazed and Confused *San Francisco Whole Lotta Love *Let That Boy Boogie Communication Breakdown |
| 393     | Houston (USA)                  | május 16.        | Sam Houston Coliseum                                                                                          | Rock and Roll Celebration Day Bring it on Home Black Dog Since I’ve Been Loving You No Quarter The Song Remains the Same Rain Song Dazed and Confused Stairway to Heaven Moby Dick Heartbreaker Whole Lotta Love | Misty Mountain Hop Dazed and Confused *San Francisco Whole Lotta Love *Let That Boy Boogie *I’m Going Down Communication Breakdown |
| 394     | Dallas (USA)                   | május 18.        | Memorial Auditorium                                                                                           | Rock and Roll Celebration Day Bring it on Home Black Dog Since I’ve Been Loving You No Quarter The Song Remains the Same Rain Song Dazed and Confused Stairway to Heaven Moby Dick Heartbreaker Whole Lotta Love | Dazed and Confused *San Francisco |
| 395     | Fort Worth (USA)               | május 19.        | Tarrant County Convention 13 500 néző                                                                         | Rock and Roll Celebration Day Bring it on Home Black Dog Since I’ve Been Loving You No Quarter The Song Remains the Same Rain Song Dazed and Confused Stairway to Heaven Moby Dick Heartbreaker Whole Lotta Love | Misty Mountain Hop Dazed and Confused *San Francisco Whole Lotta Love *Let That Boy Boogie |
| 396     | San Antonio (USA)              | május 22.        | HemisFair Arena                                                                                               | Rock and Roll Celebration Day Bring it on Home Black Dog Since I’ve Been Loving You No Quarter The Song Remains the Same Rain Song Dazed and Confused Stairway to Heaven Moby Dick Heartbreaker Whole Lotta Love | Misty Mountain Hop Dazed and Confused *San Francisco The Ocean |
| 397     | Albuquerque (USA)              | május 23.        | University of NM                                                                                              | Rock and Roll Celebration Day Bring it on Home Black Dog Since I’ve Been Loving You No Quarter The Song Remains the Same Rain Song Dazed and Confused Stairway to Heaven Moby Dick Heartbreaker Whole Lotta Love | Dazed and Confused *San Francisco |
| 398     | Denver (USA)                   | május 25.        | Denver Coliseum                                                                                               | Rock and Roll Celebration Day Bring it on Home Black Dog Since I’ve Been Loving You No Quarter The Song Remains the Same Rain Song Dazed and Confused Stairway to Heaven Moby Dick Heartbreaker Whole Lotta Love | Over the Hills and Far Away Misty Mountain Hop Dazed and Confused *San Francisco |
| 399     | Salt Lake City (USA)           | május 26.        | Salt Palace 58 000 néző                                                                                       | Rock and Roll Celebration Day Bring it on Home Black Dog Since I’ve Been Loving You No Quarter The Song Remains the Same Rain Song Dazed and Confused Stairway to Heaven Moby Dick Heartbreaker Whole Lotta Love | Over the Hills and Far Away Georgia on My Mind Misty Mountain Hop Dazed and Confused *San Francisco Communication Breakdown |
| 400     | San Diego (USA)                | május 28.        | Sports Arena                                                                                                  | Rock and Roll Celebration Day Bring it on Home Black Dog Since I’ve Been Loving You No Quarter The Song Remains the Same Rain Song Dazed and Confused Stairway to Heaven Moby Dick Heartbreaker Whole Lotta Love | Over the Hills and Far Away Misty Mountain Hop Dazed and Confused *San Francisco Whole Lotta Love *Honey Bee *Let That Boy Boogie The Ocean |
| 401     | Los Angeles (USA)              | május 31.        | The Forum | Rock and Roll Celebration Day Bring it on Home Black Dog Since I’ve Been Loving You No Quarter The Song Remains the Same Rain Song Dazed and Confused Stairway to Heaven Moby Dick Heartbreaker Whole Lotta Love | Celebration Day Over the Hills and Far Away Misty Mountain Hop Dazed and Confused *San Francisco Whole Lotta Love *Let That Boy Boogie The Ocean Communication Breakdown                                                                                    |
| 402     | San Francisco (USA)            | június 2.        | Kezar Stadium 50 000 néző                                                                                     | Rock and Roll Celebration Day Bring it on Home Black Dog Since I’ve Been Loving You No Quarter The Song Remains the Same Rain Song Dazed and Confused Stairway to Heaven Moby Dick Heartbreaker Whole Lotta Love | Celebration Day Over the Hills and Far Away Misty Mountain Hop Dazed and Confused *San Francisco Whole Lotta Love *Let That Boy Boogie The Ocean Communication Breakdown                                                                                    |
| 403     | Los Angeles (USA)              | június 3.        | The Forum | Rock and Roll Celebration Day Bring it on Home Black Dog Since I’ve Been Loving You No Quarter The Song Remains the Same Rain Song Dazed and Confused Stairway to Heaven Moby Dick Heartbreaker Whole Lotta Love | Celebration Day Over the Hills and Far Away Misty Mountain Hop Dazed and Confused *San Francisco Whole Lotta Love *Let That Boy Boogie *I’m Going Down *I’m a Man *The Hunter The Ocean Communication Breakdown Thank You                                   |
| 404-405 | Chicago (USA)                  | július 6-7.      | Chicago Stadium (The Wanton Song. YouTube)                                                                    | Rock and Roll Celebration Day Bring it on Home Black Dog Since I’ve Been Loving You No Quarter The Song Remains the Same Rain Song Dazed and Confused Stairway to Heaven Moby Dick Heartbreaker Whole Lotta Love | Celebration Day Over the Hills and Far Away Misty Mountain Hop Dazed and Confused *San Francisco Whole Lotta Love *Let That Boy Boogie Communication Breakdown                                                                                              |
| 406     | Saint Paul (USA)               | július 9.        | Civic Center                                                                                                  | Rock and Roll Celebration Day Bring it on Home Black Dog Since I’ve Been Loving You No Quarter The Song Remains the Same Rain Song Dazed and Confused Stairway to Heaven Moby Dick Heartbreaker Whole Lotta Love | Celebration Day Over the Hills and Far Away Misty Mountain Hop Dazed and Confused *San Francisco Whole Lotta Love *Let That Boy Boogie Communication Breakdown                                                                                              |
| 407     | Milwaukee (USA)                | július 10.       | Milwaukee Arena                                                                                               | Rock and Roll Celebration Day Bring it on Home Black Dog Since I’ve Been Loving You No Quarter The Song Remains the Same Rain Song Dazed and Confused Stairway to Heaven Moby Dick Heartbreaker Whole Lotta Love | Celebration Day Over the Hills and Far Away Misty Mountain Hop Dazed and Confused *San Francisco |
| 408-409 | Detroit (USA)                  | július 12-13.    | Cobo Hall | Rock and Roll Celebration Day Bring it on Home Black Dog Since I’ve Been Loving You No Quarter The Song Remains the Same Rain Song Dazed and Confused Stairway to Heaven Moby Dick Heartbreaker Whole Lotta Love | Over the Hills and Far Away Misty Mountain Hop Dazed and Confused *San Francisco Whole Lotta Love *Let That Boy Boogie *I’m Going Down The Ocean Communication Breakdown Dancing Days                                                                       |
| 410     | Buffalo (USA)                  | július 15.       | Buffalo Memorial Auditorium                                                                                   | Rock and Roll Celebration Day Bring it on Home Black Dog Since I’ve Been Loving You No Quarter The Song Remains the Same Rain Song Dazed and Confused Stairway to Heaven Moby Dick Heartbreaker Whole Lotta Love | Over the Hills and Far Away Misty Mountain Hop Dazed and Confused *San Francisco Whole Lotta Love *Let That Boy Boogie The Ocean |
| 411     | Seattle (USA)                  | július 17.       | Seattle Center Coliseum                                                                                       | Rock and Roll Celebration Day Bring it on Home Black Dog Since I’ve Been Loving You No Quarter The Song Remains the Same Rain Song Dazed and Confused Stairway to Heaven Moby Dick Heartbreaker Whole Lotta Love | Over the Hills and Far Away Misty Mountain Hop Dazed and Confused *San Francisco Whole Lotta Love *Let That Boy Boogie The Ocean |
| 412     | Vancouver (Kanada)             | július 18.       | Pacific Coliseum                                                                                              | Rock and Roll Celebration Day Bring it on Home Black Dog Since I’ve Been Loving You No Quarter The Song Remains the Same Rain Song Dazed and Confused Stairway to Heaven Moby Dick Heartbreaker Whole Lotta Love | |
| 413     | Boston (USA)                   | július 20.       | Boston Garden                                                                                                 | Rock and Roll Celebration Day Bring it on Home Black Dog Since I’ve Been Loving You No Quarter The Song Remains the Same Rain Song Dazed and Confused Stairway to Heaven Moby Dick Heartbreaker Whole Lotta Love | Over the Hills and Far Away Dazed and Confused *San Francisco Whole Lotta Love *Let That Boy Boogie |
| 414     | Providence (USA)               | július 21.       | Civic Center                                                                                                  | Rock and Roll Celebration Day Bring it on Home Black Dog Since I’ve Been Loving You No Quarter The Song Remains the Same Rain Song Dazed and Confused Stairway to Heaven Moby Dick Heartbreaker Whole Lotta Love | Over the Hills and Far Away Misty Mountain Hop Dazed and Confused *San Francisco Whole Lotta Love *Let That Boy Boogie The Ocean |
| 415     | Baltimore (USA)                | július 23.       | Civic Center                                                                                                  | Rock and Roll Celebration Day Bring it on Home Black Dog Since I’ve Been Loving You No Quarter The Song Remains the Same Rain Song Dazed and Confused Stairway to Heaven Moby Dick Heartbreaker Whole Lotta Love | Over the Hills and Far Away Misty Mountain Hop Dazed and Confused *San Francisco Whole Lotta Love *Let That Boy Boogie The Ocean |
| 416     | Pittsburgh (USA)               | július 24.       | Three Rivers Stadium                                                                                          | Rock and Roll Celebration Day Bring it on Home Black Dog Since I’ve Been Loving You No Quarter The Song Remains the Same Rain Song Dazed and Confused Stairway to Heaven Moby Dick Heartbreaker Whole Lotta Love | Over the Hills and Far Away Misty Mountain Hop Dazed and Confused *San Francisco Whole Lotta Love *Let That Boy Boogie The Ocean |
| 417-419 | New York (USA)                 | július 27-28-29. | Madison Square Garden, a Song Remains the Same film és a hozzá tartozó dupla koncertlemez anyagának rögzítése | Rock and Roll Celebration Day Bring it on Home (intro) Black Dog Over the Hills and Far Away Misty Mountain Hop Since I’ve Been Loving You No Quarter The Song Remains the Same The Rain Song Dazed and Confused *San Francisco Stairway to Heaven Moby Dick Heartbreaker Whole Lotta Love *Let That Boy Boogie The Ocean | Thank You (29-én) |

### 1974
1974-ben a Led Zeppelin nem koncertezett, leszámítva február elején néhány amerikai előadást.
Február 14-én Roy Harper londoni koncertjén először Jimmy Page, később Robert Plant és John Bonham is csatlakozott a zenéhez. Egy augusztusi Harper koncerten John Paul Jones lépett fel. Szeptember 14-én Bonham és Page Neil Younggal dzsemmelt a Wembley Stadionban.

### 1975
|         | Hely                  | Idő (1975)            | Megjegyzés                                  | Koncertmenü (állandó dalok) | Koncertmenü (menüváltozatok) |
| ------- | --------------------- | --------------------- | ------------------------------------------- | --- | --- |
| 420     | Rotterdam (Hollandia) | január 11.            | Ahoy                                        | Rock and Roll Sick Again Over the Hills and Far Away The Song Remains the Same Rain Song Kashmir No Quarter Trampled Underfoot Stairway to Heaven Whole Lotta Love                                                                                 | |
| 421     | Brüsszel (Belgium)    | január 12.            | Vorst Nationaal                             | Rock and Roll Sick Again Over the Hills and Far Away The Song Remains the Same Rain Song Kashmir No Quarter Trampled Underfoot Stairway to Heaven Whole Lotta Love                                                                                 | When the Levee Breaks The Wanton Song In My Time of Dying Black Dog Communication Breakdown |
| 422     | Minneapolis (USA)     | január 18.            | Met Center, Tenth US Tour                   | Rock and Roll Sick Again Over the Hills and Far Away The Song Remains the Same Rain Song Kashmir No Quarter Trampled Underfoot Stairway to Heaven Whole Lotta Love                                                                                 | When the Levee Breaks Moby Dick Black Dog |
| 423-425 | Chicago (USA)         | január 20-21-22.      | Chicago Stadium                             | | félkövér betűkkel a mindhárom napon; dőlt betűkkel a csak az első napon; (zárójelben) a csak a második napon elhangzottak Rock and Roll Sick Again Over the Hills and Far Away When the Levee Breaks The Song Remains the Same Rain Song Kashmir The Wanton Song No Quarter Trampled Underfoot Moby Dick (How Many More Times) In My Time of Dying Stairway to Heaven Whole Lotta Love Black Dog Communication Breakdown |
| 426     | Cleveland (USA)       | január 24.            | Richfield Colisium                          | Rock and Roll Sick Again Over the Hills and Far Away In My Time of Dying The Song Remains the Same Rain Song Kashmir The Wanton Song No Quarter Trampled Underfoot Moby Dick Stairway to Heaven Whole Lotta Love Black Dog Communication Breakdown | How Many More Times |
| 427     | Indianapolis (USA)    | január 25.            | Market Square Arena                         | Rock and Roll Sick Again Over the Hills and Far Away In My Time of Dying The Song Remains the Same Rain Song Kashmir The Wanton Song No Quarter Trampled Underfoot Moby Dick Stairway to Heaven Whole Lotta Love Black Dog Communication Breakdown | How Many More Times |
| 428     | Greensboro (USA)      | január 29.            | Coliseum                                    | Rock and Roll Sick Again Over the Hills and Far Away In My Time of Dying The Song Remains the Same Rain Song Kashmir The Wanton Song No Quarter Trampled Underfoot Moby Dick Stairway to Heaven Whole Lotta Love Black Dog Communication Breakdown | How Many More Times |
| 429     | Detroit (USA)         | január 31.            | Olympia Stadium                             | Rock and Roll Sick Again Over the Hills and Far Away In My Time of Dying The Song Remains the Same Rain Song Kashmir The Wanton Song No Quarter Trampled Underfoot Moby Dick Stairway to Heaven Whole Lotta Love Black Dog Communication Breakdown | How Many More Times |
| 430-431 | Pittsburgh (USA)      | február 1-2.          | Civic Arena                                 | Rock and Roll Sick Again Over the Hills and Far Away In My Time of Dying The Song Remains the Same Rain Song Kashmir The Wanton Song No Quarter Trampled Underfoot Moby Dick Stairway to Heaven Whole Lotta Love Black Dog Communication Breakdown | How Many More Times |
| 432     | New York (USA)        | február 3.            | Madison Square Garden                       | Rock and Roll Sick Again Over the Hills and Far Away In My Time of Dying The Song Remains the Same Rain Song Kashmir The Wanton Song No Quarter Trampled Underfoot Moby Dick Stairway to Heaven Whole Lotta Love Black Dog Communication Breakdown | How Many More Times |
| 433     | Uniondale (USA)       | február 4.            | Nassau Coliseum                             | Rock and Roll Sick Again Over the Hills and Far Away In My Time of Dying The Song Remains the Same Rain Song Kashmir The Wanton Song No Quarter Trampled Underfoot Moby Dick Stairway to Heaven Whole Lotta Love Black Dog Communication Breakdown | Dazed and Confused *San Francisco |
| 434     | Montreal (Kanada)     | február 6.            | Montreal Forum                              | Rock and Roll Sick Again Over the Hills and Far Away In My Time of Dying The Song Remains the Same Rain Song Kashmir The Wanton Song No Quarter Trampled Underfoot Moby Dick Stairway to Heaven Whole Lotta Love Black Dog Communication Breakdown | Dazed and Confused *San Francisco |
| 435     | New York (USA)        | február 7.            | Madison Square Garden                       | Rock and Roll Sick Again Over the Hills and Far Away In My Time of Dying The Song Remains the Same Rain Song Kashmir The Wanton Song No Quarter Trampled Underfoot Moby Dick Stairway to Heaven Whole Lotta Love Black Dog Communication Breakdown | Dazed and Confused *San Francisco |
| 436     | Philadelphia (USA)    | február 8.            | Spectrum                                    | Rock and Roll Sick Again Over the Hills and Far Away In My Time of Dying The Song Remains the Same Rain Song Kashmir No Quarter Trampled Underfoot Moby Dick Dazed and Confused Stairway to Heaven Whole Lotta Love Black Dog Heartbreaker         | Dazed and Confused *San Francisco |
| 437     | Landover (USA)        | február 10.           | Capital Centre                              | Rock and Roll Sick Again Over the Hills and Far Away In My Time of Dying The Song Remains the Same Rain Song Kashmir No Quarter Trampled Underfoot Moby Dick Dazed and Confused Stairway to Heaven Whole Lotta Love Black Dog Heartbreaker         | Dazed and Confused *San Francisco |
| 438     | New York (USA)        | február 12.           | Madison Square Garden                       | Rock and Roll Sick Again Over the Hills and Far Away In My Time of Dying The Song Remains the Same Rain Song Kashmir No Quarter Trampled Underfoot Moby Dick Dazed and Confused Stairway to Heaven Whole Lotta Love Black Dog Heartbreaker         | Dazed and Confused *San Francisco Heartbreaker *That’s Alright Mama |
| 439-440 | Uniondale (USA)       | február 13-14.        | Nassau Coliseum                             | Rock and Roll Sick Again Over the Hills and Far Away In My Time of Dying The Song Remains the Same Rain Song Kashmir No Quarter Trampled Underfoot Moby Dick Dazed and Confused Stairway to Heaven Whole Lotta Love Black Dog Heartbreaker         | Dazed and Confused *San Francisco |
| 441     | Saint Louis (USA)     | február 16.           | Arena                                       | Rock and Roll Sick Again Over the Hills and Far Away In My Time of Dying The Song Remains the Same Rain Song Kashmir No Quarter Trampled Underfoot Moby Dick Dazed and Confused Stairway to Heaven Whole Lotta Love Black Dog Heartbreaker         | Dazed and Confused *San Francisco |
| 442     | Houston (USA)         | február 27.           | Sam Houston Coliseum                        | Rock and Roll Sick Again Over the Hills and Far Away In My Time of Dying The Song Remains the Same Rain Song Kashmir No Quarter Trampled Underfoot Moby Dick Dazed and Confused Stairway to Heaven Whole Lotta Love Black Dog Heartbreaker         | Dazed and Confused *San Francisco |
| 443     | Baton Rouge (USA)     | február 28.           | LSU Assembly Center                         | Rock and Roll Sick Again Over the Hills and Far Away In My Time of Dying The Song Remains the Same Rain Song Kashmir No Quarter Trampled Underfoot Moby Dick Dazed and Confused Stairway to Heaven Whole Lotta Love Black Dog Heartbreaker         | Dazed and Confused *Woodstock |
| 444     | Fort Worth (USA)      | március 3.            | Tarrant County Convention                   | Rock and Roll Sick Again Over the Hills and Far Away In My Time of Dying The Song Remains the Same Rain Song Kashmir No Quarter Trampled Underfoot Moby Dick Dazed and Confused Stairway to Heaven Whole Lotta Love Black Dog Heartbreaker         | Dazed and Confused *Woodstock |
| 445-446 | Dallas (USA)          | március 4-5.          | Memorial Auditorium                         | Rock and Roll Sick Again Over the Hills and Far Away In My Time of Dying The Song Remains the Same Rain Song Kashmir No Quarter Trampled Underfoot Moby Dick Dazed and Confused Stairway to Heaven Whole Lotta Love Black Dog Heartbreaker         | Dazed and Confused *Woodstock |
| 447     | San Diego (USA)       | március 10.           | Sports Arena                                | Rock and Roll Sick Again Over the Hills and Far Away In My Time of Dying The Song Remains the Same Rain Song Kashmir No Quarter Trampled Underfoot Moby Dick Dazed and Confused Stairway to Heaven Whole Lotta Love Black Dog Heartbreaker         | Dazed and Confused *Woodstock Whole Lotta Love *The Crunge |
| 448-449 | Long Beach (USA)      | március 11-12.        | Long Beach Arena                            | Rock and Roll Sick Again Over the Hills and Far Away In My Time of Dying The Song Remains the Same Rain Song Kashmir No Quarter Trampled Underfoot Moby Dick Dazed and Confused Stairway to Heaven Whole Lotta Love Black Dog Heartbreaker         | Dazed and Confused *Woodstock Whole Lotta Love *The Crunge Rock and Roll, Sick Again Over the Hills and Far Away In My Time of Dying, Black Dog Kashmir, Stairway to Heaven |
| 450     | San Diego (USA)       | március 14.           | Sports Arena                                | Rock and Roll Sick Again Over the Hills and Far Away In My Time of Dying The Song Remains the Same Rain Song Kashmir No Quarter Trampled Underfoot Moby Dick Dazed and Confused Stairway to Heaven Whole Lotta Love Black Dog Heartbreaker         | Dazed and Confused *Woodstock |
| 451     | Seattle (USA)         | március 17.           | Seattle Center Coliseum                     | Rock and Roll Sick Again Over the Hills and Far Away In My Time of Dying The Song Remains the Same Rain Song Kashmir No Quarter Trampled Underfoot Moby Dick Dazed and Confused Stairway to Heaven Whole Lotta Love Black Dog Heartbreaker         | Dazed and Confused *Woodstock Whole Lotta Love *The Crunge |
| 452-453 | Vancouver (Kanada)    | március 19-20.        | Pacific Coliseum                            | Rock and Roll Sick Again Over the Hills and Far Away In My Time of Dying The Song Remains the Same Rain Song Kashmir No Quarter Trampled Underfoot Moby Dick Dazed and Confused Stairway to Heaven Whole Lotta Love Black Dog Heartbreaker         | Dazed and Confused *Woodstock |
| 454     | Seattle (USA)         | március 21.           | Seattle Center Coliseum                     | Rock and Roll Sick Again Over the Hills and Far Away In My Time of Dying The Song Remains the Same Rain Song Kashmir No Quarter Trampled Underfoot Moby Dick Dazed and Confused Stairway to Heaven Whole Lotta Love Black Dog Heartbreaker         | Dazed and Confused *Woodstock Whole Lotta Love *The Crunge |
| 455-457 | Los Angeles (USA)     | március 24-25-27.     | The Forum                                   | Rock and Roll Sick Again Over the Hills and Far Away In My Time of Dying The Song Remains the Same Rain Song Kashmir No Quarter Trampled Underfoot Moby Dick Dazed and Confused Stairway to Heaven Whole Lotta Love Black Dog Heartbreaker         | Dazed and Confused *Woodstock Whole Lotta Love *The Crunge |
| 458-462 | London (U.K.)         | május 17-18-23-24-25. | Earls Court Arena a legdrágább jegy: 2,50 £ | Rock and Roll Sick Again Over the Hills and Far Away In My Time of Dying The Song Remains the Same Rain Song Kashmir No Quarter Trampled Underfoot Moby Dick Dazed and Confused Stairway to Heaven Whole Lotta Love Black Dog Heartbreaker         | Tangerine Going to California That’s the Way Bron-Y-Aur Stomp Dazed and Confused *Woodstock *San Francisco Whole Lotta Love *The Crunge Communication Breakdown |

### 1976
1976-ban a Led Zeppelin nem tartott előadást.

### 1977
|         | Hely                | Idő (1977)                | Megjegyzés                                                 | Koncertmenü (állandó műsor) | Koncertmenü (menüváltozatok)                                                   |
| ------- | ------------------- | ------------------------- | ---------------------------------------------------------- | --- | ------------------------------------------------------------------------------ |
| 463     | Dallas (USA)        | április 1.                | Memorial Auditorium                                        | The Song Remains the Same The Rover (intro) Sick Again It’s Nobody’s Fault but Mine In My Time of Dying Since I’ve Been Loving You No Quarter Ten Years Gone Battle of Evermore Going to California Black Country Woman Bron-Y-Aur Stomp White Summer/Black Mountain Side Kashmir Out on the Tiles (intro) Moby Dick Achilles Last Stand Stairway to Heaven Whole Lotta Love Rock and Roll |                                                                                |
| 464     | Oklahoma City (USA) | április 3.                | The Myriad                                                 | The Song Remains the Same The Rover (intro) Sick Again It’s Nobody’s Fault but Mine In My Time of Dying Since I’ve Been Loving You No Quarter Ten Years Gone Battle of Evermore Going to California Black Country Woman Bron-Y-Aur Stomp White Summer/Black Mountain Side Kashmir Out on the Tiles (intro) Moby Dick Achilles Last Stand Stairway to Heaven Whole Lotta Love Rock and Roll | Trampled Underfoot                                                             |
| 465-468 | Chicago (USA)       | április 6-7-9-10.         | Chicago Stadium                                            | The Song Remains the Same The Rover (intro) Sick Again It’s Nobody’s Fault but Mine In My Time of Dying Since I’ve Been Loving You No Quarter Ten Years Gone Battle of Evermore Going to California Black Country Woman Bron-Y-Aur Stomp White Summer/Black Mountain Side Kashmir Out on the Tiles (intro) Moby Dick Achilles Last Stand Stairway to Heaven Whole Lotta Love Rock and Roll | 9-én a koncert félbeszakadt Jimmy Page ételmérgezése miatt                     |
| 469     | Minneapolis (USA)   | április 12.               | Met Center                                                 | The Song Remains the Same The Rover (intro) Sick Again It’s Nobody’s Fault but Mine In My Time of Dying Since I’ve Been Loving You No Quarter Ten Years Gone Battle of Evermore Going to California Black Country Woman Bron-Y-Aur Stomp White Summer/Black Mountain Side Kashmir Out on the Tiles (intro) Moby Dick Achilles Last Stand Stairway to Heaven Whole Lotta Love Rock and Roll |                                                                                |
| 470     | Saint Paul (USA)    | április 13.               | Civic Center                                               | The Song Remains the Same The Rover (intro) Sick Again It’s Nobody’s Fault but Mine In My Time of Dying Since I’ve Been Loving You No Quarter Ten Years Gone Battle of Evermore Going to California Black Country Woman Bron-Y-Aur Stomp White Summer/Black Mountain Side Kashmir Out on the Tiles (intro) Moby Dick Achilles Last Stand Stairway to Heaven Whole Lotta Love Rock and Roll | Black Dog                                                                      |
| 471     | Saint Louis (USA)   | április 15.               | Arena                                                      | The Song Remains the Same The Rover (intro) Sick Again It’s Nobody’s Fault but Mine In My Time of Dying Since I’ve Been Loving You No Quarter Ten Years Gone Battle of Evermore Going to California Black Country Woman Bron-Y-Aur Stomp White Summer/Black Mountain Side Kashmir Out on the Tiles (intro) Moby Dick Achilles Last Stand Stairway to Heaven Whole Lotta Love Rock and Roll | Trampled Underfoot                                                             |
| 472     | Indianapolis (USA)  | április 17.               | Market Square Arena                                        | The Song Remains the Same The Rover (intro) Sick Again It’s Nobody’s Fault but Mine In My Time of Dying Since I’ve Been Loving You No Quarter Ten Years Gone Battle of Evermore Going to California Black Country Woman Bron-Y-Aur Stomp White Summer/Black Mountain Side Kashmir Out on the Tiles (intro) Moby Dick Achilles Last Stand Stairway to Heaven Whole Lotta Love Rock and Roll | Trampled Underfoot                                                             |
| 473-474 | Cincinnati (USA)    | április 19-20.            | Riverfront Coliseum                                        | The Song Remains the Same The Rover (intro) Sick Again It’s Nobody’s Fault but Mine In My Time of Dying Since I’ve Been Loving You No Quarter Ten Years Gone Battle of Evermore Going to California Black Country Woman Bron-Y-Aur Stomp White Summer/Black Mountain Side Kashmir Out on the Tiles (intro) Moby Dick Achilles Last Stand Stairway to Heaven Whole Lotta Love Rock and Roll | Trampled Underfoot                                                             |
| 475     | Atlanta (USA)       | április 23.               | The Omni                                                   | The Song Remains the Same The Rover (intro) Sick Again It’s Nobody’s Fault but Mine In My Time of Dying Since I’ve Been Loving You No Quarter Ten Years Gone Battle of Evermore Going to California Black Country Woman Bron-Y-Aur Stomp White Summer/Black Mountain Side Kashmir Out on the Tiles (intro) Moby Dick Achilles Last Stand Stairway to Heaven Whole Lotta Love Rock and Roll | Trampled Underfoot                                                             |
| 476     | Louisville (USA)    | április 25.               | Freedom Hall                                               | The Song Remains the Same The Rover (intro) Sick Again It’s Nobody’s Fault but Mine In My Time of Dying Since I’ve Been Loving You No Quarter Ten Years Gone Battle of Evermore Going to California Black Country Woman Bron-Y-Aur Stomp White Summer/Black Mountain Side Kashmir Out on the Tiles (intro) Moby Dick Achilles Last Stand Stairway to Heaven Whole Lotta Love Rock and Roll |                                                                                |
| 477-478 | Cleveland (USA)     | április 27-28.            | Richfield Coliseum                                         | The Song Remains the Same The Rover (intro) Sick Again It’s Nobody’s Fault but Mine In My Time of Dying Since I’ve Been Loving You No Quarter Ten Years Gone Battle of Evermore Going to California Black Country Woman Bron-Y-Aur Stomp White Summer/Black Mountain Side Kashmir Out on the Tiles (intro) Moby Dick Achilles Last Stand Stairway to Heaven Whole Lotta Love Rock and Roll | Trampled Underfoot                                                             |
| 479     | Pontiac (USA)       | április 30.               | Pontiac Silverdrome Guinness rekorder koncert: 76 229 néző | The Song Remains the Same The Rover (intro) Sick Again It’s Nobody’s Fault but Mine In My Time of Dying Since I’ve Been Loving You No Quarter Ten Years Gone Battle of Evermore Going to California Black Country Woman Bron-Y-Aur Stomp White Summer/Black Mountain Side Kashmir Out on the Tiles (intro) Moby Dick Achilles Last Stand Stairway to Heaven Whole Lotta Love Rock and Roll |                                                                                |
| 480     | Birmingham (USA)    | május 18.                 | Jefferson Civic Center Coliseum                            | The Song Remains the Same The Rover (intro) Sick Again It’s Nobody’s Fault but Mine In My Time of Dying Since I’ve Been Loving You No Quarter Ten Years Gone Battle of Evermore Going to California Black Country Woman Bron-Y-Aur Stomp White Summer/Black Mountain Side Kashmir Out on the Tiles (intro) Moby Dick Achilles Last Stand Stairway to Heaven Whole Lotta Love Rock and Roll |                                                                                |
| 481     | Baton Rouge (USA)   | május 19.                 | LSU Assembly Center                                        | The Song Remains the Same The Rover (intro) Sick Again It’s Nobody’s Fault but Mine In My Time of Dying Since I’ve Been Loving You No Quarter Ten Years Gone Battle of Evermore Going to California Black Country Woman Bron-Y-Aur Stomp White Summer/Black Mountain Side Kashmir Out on the Tiles (intro) Moby Dick Achilles Last Stand Stairway to Heaven Whole Lotta Love Rock and Roll |                                                                                |
| 482     | Houston (USA)       | május 21.                 | The Summit                                                 | The Song Remains the Same The Rover (intro) Sick Again It’s Nobody’s Fault but Mine In My Time of Dying Since I’ve Been Loving You No Quarter Ten Years Gone Battle of Evermore Going to California Black Country Woman Bron-Y-Aur Stomp White Summer/Black Mountain Side Kashmir Out on the Tiles (intro) Moby Dick Achilles Last Stand Stairway to Heaven Whole Lotta Love Rock and Roll | Trampled Underfoot                                                             |
| 483     | Fort Worth (USA)    | május 22.                 | Tarrant County Convention                                  | The Song Remains the Same The Rover (intro) Sick Again It’s Nobody’s Fault but Mine In My Time of Dying Since I’ve Been Loving You No Quarter Ten Years Gone Battle of Evermore Going to California Black Country Woman Bron-Y-Aur Stomp White Summer/Black Mountain Side Kashmir Out on the Tiles (intro) Moby Dick Achilles Last Stand Stairway to Heaven Whole Lotta Love Rock and Roll | It’ll Be Me                                                                    |
| 484-487 | Landover (USA)      | május 25-26-28-30.        | Capital Centre                                             | The Song Remains the Same The Rover (intro) Sick Again It’s Nobody’s Fault but Mine In My Time of Dying Since I’ve Been Loving You No Quarter Ten Years Gone Battle of Evermore Going to California Black Country Woman Bron-Y-Aur Stomp White Summer/Black Mountain Side Kashmir Out on the Tiles (intro) Moby Dick Achilles Last Stand Stairway to Heaven Whole Lotta Love Rock and Roll |                                                                                |
| 488     | Greensboro (USA)    | május 31.                 | Coliseum                                                   | The Song Remains the Same The Rover (intro) Sick Again It’s Nobody’s Fault but Mine In My Time of Dying Since I’ve Been Loving You No Quarter Ten Years Gone Battle of Evermore Going to California Black Country Woman Bron-Y-Aur Stomp White Summer/Black Mountain Side Kashmir Out on the Tiles (intro) Moby Dick Achilles Last Stand Stairway to Heaven Whole Lotta Love Rock and Roll | Black Dog                                                                      |
| '489    | Tampa (USA)         | június 3.                 | Tampa Stadium                                              | The Song Remains the Same The Rover (intro) Sick Again It’s Nobody’s Fault but Mine In My Time of Dying Since I’ve Been Loving You No Quarter Ten Years Gone Battle of Evermore Going to California Black Country Woman Bron-Y-Aur Stomp White Summer/Black Mountain Side Kashmir Out on the Tiles (intro) Moby Dick Achilles Last Stand Stairway to Heaven Whole Lotta Love Rock and Roll | a koncert a 3. szám It’s Nobody’s Fault but Mine közben eső miatt félbeszakadt |
| 490-495 | New York (USA)      | június 7-8-10-11-13-14.   | Madison Square Garden hat telt házas (20 000-es) előadás   | The Song Remains the Same The Rover (intro) Sick Again It’s Nobody’s Fault but Mine In My Time of Dying Since I’ve Been Loving You No Quarter Ten Years Gone Battle of Evermore Going to California Black Country Woman Bron-Y-Aur Stomp White Summer/Black Mountain Side Kashmir Out on the Tiles (intro) Moby Dick Achilles Last Stand Stairway to Heaven Whole Lotta Love Rock and Roll |                                                                                |
| 496     | San Diego (USA)     | június 19.                | Sports Arena                                               | The Song Remains the Same The Rover (intro) Sick Again It’s Nobody’s Fault but Mine In My Time of Dying Since I’ve Been Loving You No Quarter Ten Years Gone Battle of Evermore Going to California Black Country Woman Bron-Y-Aur Stomp White Summer/Black Mountain Side Kashmir Out on the Tiles (intro) Moby Dick Achilles Last Stand Stairway to Heaven Whole Lotta Love Rock and Roll | Mistery Train                                                                  |
| 497-502 | Los Angeles (USA)   | június 21-22-23-25-26-27. | The Forum hat telt házas (18 000-es) előadás               | The Song Remains the Same The Rover (intro) Sick Again It’s Nobody’s Fault but Mine In My Time of Dying Since I’ve Been Loving You No Quarter Ten Years Gone Battle of Evermore Going to California Black Country Woman Bron-Y-Aur Stomp White Summer/Black Mountain Side Kashmir Out on the Tiles (intro) Moby Dick Achilles Last Stand Stairway to Heaven Whole Lotta Love Rock and Roll |                                                                                |
| 503     | Seattle (USA)       | július 17.                | Kingdome                                                   | The Song Remains the Same The Rover (intro) Sick Again It’s Nobody’s Fault but Mine In My Time of Dying Since I’ve Been Loving You No Quarter Ten Years Gone Battle of Evermore Going to California Black Country Woman Bron-Y-Aur Stomp White Summer/Black Mountain Side Kashmir Out on the Tiles (intro) Moby Dick Achilles Last Stand Stairway to Heaven Whole Lotta Love Rock and Roll |                                                                                |
| 504     | Tempe (USA)         | július 20.                | A.S.U. Activities Center Arena                             | The Song Remains the Same The Rover (intro) Sick Again It’s Nobody’s Fault but Mine In My Time of Dying Since I’ve Been Loving You No Quarter Ten Years Gone Battle of Evermore Going to California Black Country Woman Bron-Y-Aur Stomp White Summer/Black Mountain Side Kashmir Out on the Tiles (intro) Moby Dick Achilles Last Stand Stairway to Heaven Whole Lotta Love Rock and Roll |                                                                                |
| 505-506 | Oakland (USA)       | július 23-24.             | Alameda County Coliseum                                    | The Song Remains the Same The Rover (intro) Sick Again It’s Nobody’s Fault but Mine In My Time of Dying Since I’ve Been Loving You No Quarter Ten Years Gone Battle of Evermore Going to California Black Country Woman Bron-Y-Aur Stomp White Summer/Black Mountain Side Kashmir Out on the Tiles (intro) Moby Dick Achilles Last Stand Stairway to Heaven Whole Lotta Love Rock and Roll | Black Dog                                                                      |

|       | Hely            | Idő (1977) | Megjegyzés |
| ----- | --------------- | ---------- | --- |
| (507) | Louisiana (USA) | július 30. | Louisiana Superdrome, a koncert Karac Plant halála miatt elmaradt, a turné további része azonnal törlésre került |

### 1978
1978-ban a Led Zeppelin nem adott koncertet. Júliusban Plant egy Melvin Giganticus and the Turd Burglers nevű alkalmi zenekarral játszott a Wolverly Memorial Hallban. Augusztusban Dr Feelgooddal dzsemmelt Ibizán.

### 1979
|         | Hely               | Idő (1979)      | Megjegyzés         | Koncertmenü (állandó műsor) | Koncertmenű (menüváltozatok)                                                                               |
| ------- | ------------------ | --------------- | ------------------ | --- | --- |
| 507-508 | Koppenhága (Dánia) | július 23-24.   | Falkoner Theatre   | The Song Remains the Same Black Dog It’s Nobody’s Fault but Mine Over the Hills and Far Away Misty Mountain Hop Since I’ve Been Loving You No Quarter Hot Dog Rain Song White Summer/Black Mountain Side Kashmir Trampled Underfoot Achilles Last Stand In the Evening Stairway to Heaven Rock and Roll | Celebration Day (Ten Years Gone) (Sick Again) (Whole Lotta Love)                                           |
| 509-510 | Stevenage (U.K.)   | augusztus 4-11. | Knebworth Festival | The Song Remains the Same Black Dog It’s Nobody’s Fault but Mine Over the Hills and Far Away Misty Mountain Hop Since I’ve Been Loving You No Quarter Hot Dog Rain Song White Summer/Black Mountain Side Kashmir Trampled Underfoot Achilles Last Stand In the Evening Stairway to Heaven Rock and Roll | Out on the Tiles (intro) Ten Years Gone Sick Again Whole Lotta Love Heartbreaker (Communication Breakdown) |

### 1980
|         | Hely                           | Idő (1980)  | Megjegyzés       | Koncertmenü (állandó műsor) | Koncertmenü (menüváltozatok)                                          |
| ------- | ------------------------------ | ----------- | ---------------- | --- | --------------------------------------------------------------------- |
| 511     | Dortmund (Nyugat-Németország)  | június 17.  | Westfallen Halle | Train Kept a Rollin’ It’s Nobody’s Fault but Mine Out on the Tiles (intro) Black Dog In the Evening Rain Song Hot Dog All My Love Trampled Underfoot Since I’ve Been Loving You Achilles Last Stand White Summer/Black Mountain Side Kashmir Stairway to Heaven Rock and Roll Whole Lotta Love | Heartbreaker                                                          |
| 512     | Köln (Nyugat-Németország)      | június 18.  | Sporthalle       | Train Kept a Rollin’ It’s Nobody’s Fault but Mine Out on the Tiles (intro) Black Dog In the Evening Rain Song Hot Dog All My Love Trampled Underfoot Since I’ve Been Loving You Achilles Last Stand White Summer/Black Mountain Side Kashmir Stairway to Heaven Rock and Roll Whole Lotta Love | Communication Breakdown                                               |
| 513     | Brüsszel (Belgium)             | június 20.  | Vorst Nationaal  | Train Kept a Rollin’ It’s Nobody’s Fault but Mine Out on the Tiles (intro) Black Dog In the Evening Rain Song Hot Dog All My Love Trampled Underfoot Since I’ve Been Loving You Achilles Last Stand White Summer/Black Mountain Side Kashmir Stairway to Heaven Rock and Roll Whole Lotta Love | Whole Lotta Love                                                      |
| 514     | Rotterdam (Hollandia)          | június 21.  | Ahoy             | Train Kept a Rollin’ It’s Nobody’s Fault but Mine Out on the Tiles (intro) Black Dog In the Evening Rain Song Hot Dog All My Love Trampled Underfoot Since I’ve Been Loving You Achilles Last Stand White Summer/Black Mountain Side Kashmir Stairway to Heaven Rock and Roll Whole Lotta Love |                                                                       |
| 515     | Bréma (Nyugat-Németország)     | június 23.  | Stadthalle       | Train Kept a Rollin’ It’s Nobody’s Fault but Mine Out on the Tiles (intro) Black Dog In the Evening Rain Song Hot Dog All My Love Trampled Underfoot Since I’ve Been Loving You Achilles Last Stand White Summer/Black Mountain Side Kashmir Stairway to Heaven Rock and Roll Whole Lotta Love | Communication Breakdown                                               |
| 516     | Hannover (Nyugat-Németország)  | június 24.  | Messenhalle      | Train Kept a Rollin’ It’s Nobody’s Fault but Mine Out on the Tiles (intro) Black Dog In the Evening Rain Song Hot Dog All My Love Trampled Underfoot Since I’ve Been Loving You Achilles Last Stand White Summer/Black Mountain Side Kashmir Stairway to Heaven Rock and Roll Whole Lotta Love | Communication Breakdown                                               |
| 517     | Bécs (Ausztria)                | június 26.  | Stadthalle       | Train Kept a Rollin’ It’s Nobody’s Fault but Mine Out on the Tiles (intro) Black Dog In the Evening Rain Song Hot Dog All My Love Trampled Underfoot Since I’ve Been Loving You Achilles Last Stand White Summer/Black Mountain Side Kashmir Stairway to Heaven Rock and Roll Whole Lotta Love | Whole Lotta Love                                                      |
| 518     | Nürnberg (Nyugat-Németország)  | június 27.  | Messenhalle      | Train Kept a Rollin’ It’s Nobody’s Fault but Mine Out on the Tiles (intro) Black Dog In the Evening Rain Song Hot Dog All My Love Trampled Underfoot Since I’ve Been Loving You Achilles Last Stand White Summer/Black Mountain Side Kashmir Stairway to Heaven Rock and Roll Whole Lotta Love | A koncert a Black Dog után félbeszakadt John Bonham rosszulléte miatt |
| 519     | Zürich (Svájc)                 | június 29.  | Hallenstadion    | Train Kept a Rollin’ It’s Nobody’s Fault but Mine Out on the Tiles (intro) Black Dog In the Evening Rain Song Hot Dog All My Love Trampled Underfoot Since I’ve Been Loving You Achilles Last Stand White Summer/Black Mountain Side Kashmir Stairway to Heaven Rock and Roll Whole Lotta Love | Heartbreaker                                                          |
| 520     | Frankfurt (Nyugat-Németország) | június 30.  | Festhalle        | Train Kept a Rollin’ It’s Nobody’s Fault but Mine Out on the Tiles (intro) Black Dog In the Evening Rain Song Hot Dog All My Love Trampled Underfoot Since I’ve Been Loving You Achilles Last Stand White Summer/Black Mountain Side Kashmir Stairway to Heaven Rock and Roll Whole Lotta Love | Money Whole Lotta Love *Let That Boy Boogie *Frankfurt Special        |
| 521-522 | Mannheim (Nyugat-Németország)  | július 2-3. | Eisstadion       | Train Kept a Rollin’ It’s Nobody’s Fault but Mine Out on the Tiles (intro) Black Dog In the Evening Rain Song Hot Dog All My Love Trampled Underfoot Since I’ve Been Loving You Achilles Last Stand White Summer/Black Mountain Side Kashmir Stairway to Heaven Rock and Roll Whole Lotta Love | Whole Lotta Love (Communication Breakdown)                            |
| 523     | München (Nyugat-Németország)   | július 5.   | Olympia Halle    | Train Kept a Rollin’ It’s Nobody’s Fault but Mine Out on the Tiles (intro) Black Dog In the Evening Rain Song Hot Dog All My Love Trampled Underfoot Since I’ve Been Loving You Achilles Last Stand White Summer/Black Mountain Side Kashmir Stairway to Heaven Rock and Roll Whole Lotta Love | Whole Lotta Love                                                      |
| 524     | Berlin (Nyugat-Németország)    | július 7.   | Eissporthalle    | Train Kept a Rollin’ It’s Nobody’s Fault but Mine Out on the Tiles (intro) Black Dog In the Evening Rain Song Hot Dog All My Love Trampled Underfoot Since I’ve Been Loving You Achilles Last Stand White Summer/Black Mountain Side Kashmir Stairway to Heaven Rock and Roll Whole Lotta Love | Whole Lotta Love                                                      |

### 2007
|     | Hely          | Idő (2007)   | Megjegyzés   | Koncertmenü |
| --- | ------------- | ------------ | ------------ | --- |
| 525 | London (U.K.) | december 10. | The O2 Arena | Good Times Bad Times - Ramble On - Black Dog - In My Time of Dying - For Your Life - Trampled Under Foot - It’s Nobody’s Fault but Mine - No Quarter - Since I've Been Loving You - Dazed and Confused - Stairway to Heaven - The Song Remains the Same - Misty Mountain Hop - Kashmir - Whole Lotta Love - Rock and Roll |